# Liste de féministes
Cette liste de féministes énumère les figures majeures du développement du féminisme.
| Période (naissance)  | Nom                                         | Pays                                       | Naissance          | Décès                 | Commentaires | Source            |
| -------------------- | ------------------------------------------- | ------------------------------------------ | ------------------ | --------------------- | --- | ----------------- |
| 1236–1314            | Hélène d'Anjou                              | Serbie                                     | 1236               | 1314                  | fonde une école pour jeunes filles pauvres |                   |
| 1201–1300            | Bettisia Gozzadini                          | Italie                                     | 1209               | 1261                  | | [ 1 ]             |
| 1301–1400            | Christine de Pizan                          | Italie                                     | 1365               | 1430                  | |                   |
| 1301–1400            | Hedwige Ire de Pologne                      | Pologne                                    | 1373–74            | 1399                  | |                   |
| 1401–1500            | Thérèse de Carthagène                       | Espagne                                    | 1420-35            | vivait encore en 1478 | Auteur de Admiraçión operum Dey considéré comme le premier écrit féministe d'une femme espagnole. | [ 2 ]             |
| 1401–1500            | Laura Cereta                                | Italie                                     | 1469               | 1499                  | | –                 |
| 1401–1500            | La Malinche                                 | Mexique                                    | c. 1496 or c. 1501 | c. 1529               | |                   |
| 1501–1600            | Henri-Corneille Agrippa de Nettesheim       | Allemagne                                  | 1486               | 1535                  | | [ 3 ]             |
| 1501–1600            | Jane Anger                                  | Royaume-Uni                                | inconnu            | inconnu               | Auteur de Protection for Woman, pamphlet publié en 1589 | [ 3 ]             |
| 1501–1600            | Marie de Gournay                            | France                                     | 1565               | 1645                  | Protoféminisme | [ 3 ]             |
| 1501–1600            | Izumo no Okuni                              | Japon                                      | 1572               | après 1611            | comédienne de kabuki, elle est considérée comme la fondatrice du théâtre de kabuki. Elle était connue pour jouer des rôles des deux sexes. |                   |
| 1501–1600            | Modesta di Pozzo di Forzi                   | Italie                                     | 1555               | 1592                  | |                   |
| 1601–1700            | Aphra Behn                                  | Royaume-Uni                                | 1640               | 1689                  | Protoféminisme |                   |
| 1601–1700            | Anne Bradstreet                             | Royaume-Uni                                | 1612               | 1672                  | |                   |
| 1601–1700            | Sophia Elisabet Brenner                     | Suède                                      | 1659               | 1724                  | |                   |
| 1601–1700            | Sor Juana Inés de la Cruz                   | Mexique                                    | 1648               | 1695                  | |                   |
| 1601–1700            | François Poullain de la Barre               | France                                     | 1647               | 1725                  | | [ 3 ]             |
| 1601–1700            | Christine de Suède                          | Suède                                      | 1626               | 1689                  | |                   |
| 1701–1800            | Abigail Adams                               | États-Unis                                 | 1744               | 1818                  | | [ 4 ]             |
| 1701–1800            | Catharina Ahlgren                           | Suède                                      | 1734               | 1800                  | | –                 |
| 1701–1800            | Annestine Beyer                             | Danemark                                   | 1795               | 1884                  | Pionnière dans l'éducation des femmes |                   |
| 1701–1800            | Eleanor Butler                              | Royaume-Uni                                | 1739               | 1829                  | Une des Dames de Llangollen |                   |
| 1701–1800            | Marquis de Condorcet                        | France                                     | 1743               | 1794                  | | [ 3 ]             |
| 1701–1800            | Anne-Josèphe Théroigne de Méricourt         | France                                     | 1762               | 1817                  | Politicienne | [ 5 ]             |
| 1701–1800            | Dorothea Erxleben                           | Allemagne                                  | 1715               | 1762                  | | [ 1 ]             |
| 1701–1800            | Charles Fourier                             | France                                     | 1772               | 1837                  | Féministe socialiste, philosophe ; on pense qu'il est à l'origine du terme "féministe". | ,                 |
| 1701–1800            | Jane Gomeldon                               | Royaume-Uni                                | c. 1720            | 1779                  | |                   |
| 1701–1800            | Olympe de Gouges                            | France                                     | 1748               | 1793                  | Dramaturge et révolutionnaire qui écrivit la Déclaration des droits de la femme et de la citoyenne en 1791 | [ 8 ]             |
| 1701–1800            | Sarah Grimke                                | États-Unis                                 | 1792               | 1873                  | Féministe de la première vague | [ 9 ]             |
| 1701–1800            | Francis Hutcheson                           | Irlande                                    | 1694               | 1746                  | Philosophe écossais et irlandais, l'un des pères fondateur des Lumières écossaises |                   |
| 1701–1800            | Christian Isobel Johnstone                  | Royaume-Uni                                | 1781               | 1857                  | Journaliste et auteur écossaise | [ 10 ]            |
| 1701–1800            | Anne Knight                                 | Royaume-Uni                                | 1786               | 1862                  | pionnière du féminisme | [ 8 ]             |
| 1701–1800            | Anna Maria Lenngren                         | Suède                                      | 1754               | 1817                  | Écrivaine, poète, probablement féministe | [ 11 ]            |
| 1701–1800            | Francisco de Miranda                        | Venezuela                                  | 1750               | 1816                  | |                   |
| 1701–1800            | Lucretia Mott                               | États-Unis                                 | 1793               | 1880                  | | [ 4 ]             |
| 1701–1800            | Sarah Ponsonby                              | Royaume-Uni                                | 1755               | 1831                  | Une des Dames de Llangollen |                   |
| 1701–1800            | Madeleine de Puisieux                       | France                                     | 1720               | 1798                  | Écrivaine | [ 12 ]            |
| 1701–1800            | Mary Shelley                                | Royaume-Uni                                | 1797               | 1851                  | Pionnière du féminisme | [ 9 ]             |
| 1701–1800            | Thomas Thorild                              | Suède                                      | 1759               | 1808                  | | –                 |
| 1701–1800            | Sojourner Truth                             | États-Unis                                 | c. 1797            | 1883                  | Abolitionniste ; féministe de la première vague, militante des droits de la femme, discours sur les droits de la femme : Ain't I a Woman? | ,                 |
| 1701–1800            | Anna Wheeler                                | Royaume-Uni, Irlande                       | 1785               | 1848                  | Écrivaine féministe | [ 13 ]            |
| 1701–1800            | Mary Wollstonecraft                         | Royaume-Uni                                | 1759               | 1797                  | Pionnière du féminisme | ,                 |
| 1701–1800            | Frances Wright                              | Royaume-Uni                                | 1795               | 1852                  | Féministe de la première vague | ,                 |
| 1801–1874            | Juliette Adam                               | France                                     | 1836               | 1936                  | | [ 8 ]             |
| 1801–1874            | Jane Addams                                 | États-Unis                                 | 1860               | 1935                  | Féministe de la première vague; suffragette; Réformatrice sociale, sociologue, philosophe et écrivaine américaine, présidente de la Ligue internationale des femmes pour la paix et la liberté                                                               | [ 9 ]             |
| 1801–1874            | Gertrud Adelborg                            | Suède                                      | 1853               | 1942                  | Professeur et suffragette |                   |
| 1801–1874            | Sophie Adlersparre                          | Suède                                      | 1823               | 1895                  | Éditeur, une des trois plus importante pionnière des droits de la femme en Suède. | [ 14 ]            |
| 1801–1874            | Alfhild Agrell                              | Suède                                      | 1849               | 1923                  | | [ 15 ]            |
| 1801–1874            | Sotiría Alibérti                            | Grèce                                      | 1847               | 1929                  | | [ 8 ]             |
| 1801–1874            | Jules Allix                                 | France                                     | 1818               | 1897                  | Socialiste, féministe | [ 6 ]             |
| 1801–1874            | Elisabeth Altmann-Gottheiner                | Allemagne                                  | 1874               | 1930                  | |                   |
| 1801–1874            | Qasim Amin                                  | Égypte                                     | 1863               | 1908                  | Penseur égyptien connu comme principal instigateur du courant féministe arabe. | ,                 |
| 1801–1874            | Ellen Anckarsvärd                           | Suède                                      | 1833               | 1898                  | Cofondatrice de l'Association pour les droits à la propriété des femmes mariées. | [ 17 ]            |
| 1801–1874            | Elizabeth Garrett Anderson                  | Royaume-Uni                                | 1836               | 1917                  | Féministe, suffragette, première femme à avoir obtenu un diplôme en médecine en Grande-Bretagne, cofondatrice du premier hôpital embauchant des cliniciennes                                                                                                 | ,                 |
| 1801–1874            | Louisa Garrett Anderson                     | Royaume-Uni                                | 1873               | 1943                  | Suffragette | [ 18 ]            |
| 1801–1874            | Maybanke Anderson                           | Australie                                  | 1845               | 1927                  | Suffragette |                   |
| 1801–1874            | Susan B. Anthony                            | États-Unis                                 | 1820               | 1906                  | Suffragette, militante américaine des droits civiques, qui joua notamment un rôle central dans la lutte pour le suffrage des femmes aux États-Unis. | [ 4 ]             |
| 1801–1874            | Edith Archibald                             | Canada                                     | 1854               | 1936                  | Suffragiste ; conduit la Women's Christian Temperance Union, le National Council of Women of Canada et le Local Council of Women of Halifax |                   |
| 1801–1874            | Concepción Arenal                           | Espagne                                    | 1820               | 1893                  | | [ 3 ]             |
| 1801–1874            | Princesse Louise, Duchesse d'Argyll         | Royaume-Uni                                | 1848               | 1939                  | Suffragette |                   |
| 1801–1874            | Ottilie Assing                              | Allemagne                                  | 1819               | 1884                  | |                   |
| 1801–1874            | Bibi Khanoom Astarabadi                     | Iran                                       | 1859               | 1921                  | Écrivaine |                   |
| 1801–1874            | Louise Aston                                | Allemagne                                  | 1814               | 1871                  | |                   |
| 1801–1874            | Hubertine Auclert                           | France                                     | 1848               | 1914                  | Feministe, suffragette | [ 9 ]             |
| 1801–1874            | Olympe Audouard                             | France                                     | 1832               | 1890                  | | [ 9 ]             |
| 1801–1874            | Alice Constance Austin                      | États-Unis                                 | 1862               | 1955                  | Féministe socialiste, féministe radicale |                   |
| 1801–1874            | Rachel Foster Avery                         | États-Unis                                 | 1858               | 1919                  | Féministe de la première vague, suffragette | [ 9 ]             |
| 1801–1874            | John Goodwyn Barmby                         | Royaume-Uni                                | 1820               | 1881                  | | [ 18 ]            |
| 1801–1874            | Marie Bashkirtseff                          | Ukraine                                    | 1858               | 1884                  | Féministe de la première vague, féministe française | [ 9 ]             |
| 1801–1874            | José Batlle y Ordóñez                       | Uruguay                                    | 1856               | 1929                  | |                   |
| 1801-1940            | Bríet Bjarnhéðinsdóttir                     | Islande                                    | 1856               | 1940                  | fondatrice du premier magazine féminin et de la première organisation pour le vote des femmes en Islande. |                   |
| 1801–1874            | Jean Beadle                                 | Australie                                  | 1868               | 1942                  | Féministe, travailleuse sociale, militante politique |                   |
| 1801–1874            | August Bebel                                | Allemagne                                  | 1840               | 1913                  | Communiste | [ 4 ]             |
| 1801–1874            | Alaide Gualberta Beccari                    | Italie                                     | 1868               | 1930                  | Féministe socialiste, féministe radicale |                   |
| 1801–1874            | Lydia Becker                                | Royaume-Uni                                | 1827               | 1890                  | Suffragette | ,                 |
| 1801–1874            | Catharine Beecher                           | Royaume-Uni                                | 1800               | 1878                  | | [ 8 ]             |
| 1801–1874            | Alva Belmont                                | États-Unis                                 | 1853               | 1933                  | Chef de file suffragette, oratrice, écrivaine | [ 8 ]             |
| 1801–1874            | Louie Bennett                               | Irlande                                    | 1870               | 1956                  | Chef de file des suffragettes | [ 8 ]             |
| 1801–1874            | Victoire Léodile Béra                       | France                                     | 1824               | 1900                  | | [ 20 ]            |
| 1801–1874            | Signe Bergman                               | Suède                                      | 1869               | 1960                  | |                   |
| 1801–1874            | Annie Besant                                | Royaume-Uni                                | 1847               | 1933                  | Féministe socialiste |                   |
| 1801–1874            | Alice Stone Blackwell                       | États-Unis                                 | 1857               | 1950                  | Féministe et journaliste, rédacteur en chef du Woman's Journal, une publication majeure pour les droits des femmes | [ 8 ]             |
| 1801–1874            | Antoinette Brown Blackwell                  | États-Unis                                 | 1825               | 1921                  | Fondatrice de l'American Woman Suffrage Association avec Lucy Stone en 1869 |                   |
| 1801–1874            | Elizabeth Blackwell                         | États-Unis                                 | 1821               | 1910                  | Féministe de la première vague | [ 9 ]             |
| 1801–1874            | Henry Browne Blackwell                      | États-Unis                                 | 1825               | 1909                  | Homme d'affaires, abolitionniste, journaliste, Chef de file des suffragettes et militant |                   |
| 1801–1874            | Harriot Eaton Stanton Blatch                | États-Unis                                 | 1856               | 1940                  | Suffragiste | ,                 |
| 1801–1874            | Amelia Bloomer                              | États-Unis                                 | 1818               | 1894                  | Suffragette, éditrice de The Lily, défenseur des droits des femmes | [ 8 ]             |
| 1801–1874            | Barbara Bodichon                            | Royaume-Uni                                | 1827               | 1891                  | | ,                 |
| 1801–1874            | Laura Borden                                | Canada                                     | 1861               | 1940                  | Presidente du Local Council of Women of Halifax |                   |
| 1801–1874            | Lily Braun                                  | Allemagne                                  | 1865               | 1916                  | | [ 8 ]             |
| 1801–1874            | Ruth Bré                                    | Allemagne                                  | 1862               | 1911                  | Fondatrice du Bund für Mutterschutz |                   |
| 1801–1874            | Fredrika Bremer                             | Suède                                      | 1801               | 1865                  | Écrivaine, militante féministe et pionnière du mouvement suédois pour les droits des femmes | [ 8 ]             |
| 1801–1874            | Ursula Mellor Bright                        | Royaume-Uni                                | 1835               | 1915                  | Suffragette |                   |
| 1801–1874            | Emilia Broomé                               | Suède                                      | 1866               | 1925                  | |                   |
| 1801–1874            | Luise Büchner                               | Allemagne                                  | 1821               | 1877                  | Ecrivaine, militante pour l'éducation et la formation des femmes |                   |
| 1801–1874            | Lady Constance Bulwer-Lytton                | Royaume-Uni                                | 1869               | 1923                  | Suffragette |                   |
| 1801–1874            | Katharine Bushnell                          | États-Unis                                 | 1856               | 1946                  | |                   |
| 1801–1874            | Josephine Butler                            | Royaume-Uni                                | 1828               | 1906                  | | [ 8 ]             |
| 1801–1874            | Frances Jennings Casement                   | États-çdcXsçàvUnis                         | 1840               | 1928                  | Suffragette |                   |
| 1801–1874            | Carrie Chapman Catt                         | États-Unis                                 | 1859               | 1947                  | Cheffe de file des suffragette, présidente du National American Woman Suffrage Association, fondatrice de la League of Women Voters et de l'International Alliance of Women                                                                                  | ,                 |
| 1801–1874            | Maria Cederschiöld                          | Suède                                      | 1856               | 1935                  | Suffragette |                   |
| 1801–1874            | William Henry Channing                      | États-Unis                                 | 1810               | 1884                  | Homme d'Église, écrivain |                   |
| 1801–1874            | Mary Agnes Chase                            | États-Unis                                 | 1869               | 1963                  | Féministe socialiste, suffragette |                   |
| 1801–1874            | Ada Nield Chew                              | Royaume-Uni                                | 1870               | 1945                  | Suffragette |                   |
| 1801–1874            | Tennessee Celeste Claflin                   | États-Unis                                 | 1844               | 1923                  | suffragette | [ 4 ]             |
| 1801–1874            | Alice Clark                                 | Royaume-Uni                                | 1874               | 1934                  | |                   |
| 1801–1874            | Helen Bright Clark                          | Royaume-Uni                                | 1840               | 1972                  | Suffragette |                   |
| 1801–1874            | Florence Claxton                            | Royaume-Uni                                | 1840               | 1879                  | |                   |
| 1801–1874            | Voltairine de Cleyre                        | États-Unis                                 | 1866               | 1912                  | Féministe individualiste ; anarcho-féministe | [ 9 ]             |
| 1801–1874            | Frances Power Cobbe                         | Irlande                                    | 1822               | 1904                  | |                   |
| 1801–1874            | Mary Ann Colclough                          | Nouvelle-Zélande                           | 1836               | 1885                  | Féministe ; Réformatrice sociale |                   |
| 1801–1874            | Anna "Annie" Julia Cooper                   | États-Unis                                 | 1858               | 1964                  | Suffragette | [ 3 ]             |
| 1801–1874            | Marguerite Coppin                           | Belgique                                   | 1867               | 1931                  | Poète et avocate des droits des femmes. |                   |
| 1801–1874            | Ida Crouch-Hazlett                          | États-Unis                                 | 1870               | 1941                  | Féministe socialiste ; suffragette |                   |
| 1801-1874            | Lizzie Crozier French                       | États-Unis                                 | 1851               | 1926                  | Éducatrice, suffragette, fondatrice d'associations |                   |
| 1801–1874            | Emily Wilding Davison                       | Royaume-Uni                                | 1872               | 1913                  | Suffragette |                   |
| 1870-1932            | Ellen Ammann                                | Allemagne                                  | 1870               | 1932                  | Parti populaire bavarois, Pionnière du travail social moderne. Elle contribue à faire échouer le putsch de la brasserie |                   |
| 1801–1874            | Draga Dejanović                             | Serbie                                     | 1840               | 1871                  | | [ 21 ]            |
| 1801–1874            | Josefina Deland                             | Suède                                      | 1814               | 1890                  | Écrivaine, professeure, fondatrice de la Société pour les Femmes Professeurs Retraitées |                   |
| 1801–1874            | Maria Deraismes                             | France                                     | 1828               | 1894                  | Suffragette, première femme franc-maçonne, fondatrice de l' Ordre maçonnique mixte international « le Droit humain » | [ 20 ]            |
| 1801–1874            | Charlotte Despard                           | Royaume-Uni                                | 1844               | 1939                  | Suffragette | [ 8 ]             |
| 1801–1874            | Jenny d'Hericourt                           | France                                     | 1809               | 1875                  | | [ 8 ]             |
| 1801–1874            | Louisa Margaret Dunkley                     | Australie                                  | 1866               | 1927                  | Syndicaliste |                   |
| 1801–1874            | Marguerite Durand                           | France                                     | 1864               | 1936                  | Suffragette | [ 22 ]            |
| 1801–1874            | Friedrich Engels                            | Allemagne                                  | 1820               | 1895                  | Communiste | [ 4 ]             |
| 1801–1874            | Emily Faithfull                             | Royaume-Uni                                | 1835               | 1895                  | |                   |
| 1801–1874            | Millicent Garrett Fawcett                   | Royaume-Uni                                | 1847               | 1929                  | Président des National Union of Women's Suffrage Societies |                   |
| 1801–1874            | Astrid Stampe Feddersen                     | Danemark                                   | 1852               | 1930                  | Présida le premier meeting sur les droits des femmes |                   |
| 1801–1874            | Anna Filosofova                             | Russie                                     | 1837               | 1912                  | Militante russe |                   |
| 1801–1874            | Louise Flodin                               | Suède                                      | 1828               | 1923                  | |                   |
| 1801–1874            | Mary Sargant Florence                       | Royaume-Uni                                | 1857               | 1954                  | Suffragette |                   |
| 1801–1874            | Isabella Ford                               | Royaume-Uni                                | 1855               | 1924                  | Féministe socialiste, suffragette |                   |
| 1801–1874            | Margaret Fuller                             | États-Unis                                 | 1810               | 1850                  | Transcendentaliste, critique, avocat de l'éducation des femmes, auteur de Woman in the Nineteenth Century | [ 4 ]             |
| 1801–1874            | Matilda Joslyn Gage                         | États-Unis                                 | 1826               | 1898                  | Suffragette, éditeur, écrivaine | [ 3 ]             |
| 1801–1874            | Lucila Gamero de Medina                     | Honduras                                   | 1873               | 1964                  | Romancière, médecin, suffragette, pionnière du féminisme au Honduras. |                   |
| 1801–1874            | Edith Margaret Garrud                       | Royaume-Uni                                | 1872               | 1971                  | Entraîna l'unité "Bodyguard" de la Women's Social and Political Union (WSPU) aux techniques d'autodéfense du jujitsu. |                   |
| 1801–1874            | Désirée Gay                                 | France                                     | 1810               | 1891                  | Féministe socialiste | [ 23 ]            |
| 1801–1874            | Charlotte Perkins Gilman                    | États-Unis                                 | 1860               | 1935                  | Écoféministe | [ 4 ]             |
| 1801–1874            | Wil van Gogh                                | Pays-Bas                                   | 1862               | 1941                  | |                   |
| 1801–1874            | Emma Goldman                                | Royaume-Uni                                | 1869               | 1940                  | Féministe individualiste, militante russo-américaine pour la contraception et autres droits des femmes. | ,                 |
| 1801–1874            | Vida Goldstein                              | Australie                                  | 1869               | 1949                  | Politicienne australienne féministe ; première femme de l'Empire Britannique à se présenter aux élections du Parlement National. | [ 8 ]             |
| 1801–1874            | Grace Greenwood                             | États-Unis                                 | 1823               | 1904                  | Première femme reporter au New York Times, militante des réformes sociales et des droits des femmes. |                   |
| 1801–1874            | Angelina Emily Grimké                       | États-Unis                                 | 1805               | 1879                  | Féministe de la première vague, suffragette | ,                 |
| 1801–1874            | Bella Guerin                                | Australie                                  | 1858               | 1923                  | Féministe socialiste ; première femme diplômée d'une université australienne |                   |
| 1801–1874            | Marianne Hainisch                           | Autriche                                   | 1839               | 1936                  | Défenseur du droit des femmes au travail et à l'éducation |                   |
| 1801–1874            | Marion Coates Hansen                        | Royaume-Uni                                | 1870               | 1947                  | Suffragette |                   |
| 1801–1874            | Jane Ellen Harrison                         | Royaume-Uni                                | 1850               | 1928                  | |                   |
| 1801–1874            | Anna Haslam                                 | Irlande                                    | 1829               | 1922                  | Figure majeure du mouvement féministe en Irlande, créa la Dublin Women's Suffrage Association |                   |
| 1801–1874            | Anna Hierta-Retzius                         | Suède                                      | 1841               | 1924                  | Militante pour les droits des femmes et philanthrope |                   |
| 1801–1874            | Thomas Wentworth Higginson                  | États-Unis                                 | 1828               | 1911                  | Abolitionniste, homme d'Église, écrivain |                   |
| 1801–1874            | Laurence Housman                            | Royaume-Uni                                | 1865               | 1959                  | Socialiste féministe |                   |
| 1801–1874            | Julia Ward Howe                             | États-Unis                                 | 1819               | 1910                  | Suffragette, écrivaine |                   |
| 1801–1874            | Louisa Hubbard                              | Royaume-Uni                                | 1836               | 1906                  | |                   |
| 1801–1874            | Aletta Jacobs                               | Pays-Bas                                   | 1854               | 1929                  | | [ 3 ]             |
| 1801–1874            | Kehajia Kalliopi                            | Grèce                                      | 1839               | 1905                  | | [ 8 ]             |
| 1801–1874            | Kang Youwei                                 | Chine                                      | 1858               | 1927                  | | [ 8 ]             |
| 1801–1874            | Abby Kelley                                 | États-Unis                                 | 1811               | 1887                  | Suffragette |                   |
| 1801–1874            | Anna Kingsford                              | Royaume-Uni                                | 1846               | 1888                  | Écoféministe |                   |
| 1801–1874            | Toshiko Kishida                             | Japon                                      | 1863               | 1901                  | | [ 8 ]             |
| 1801–1874            | Alexandra Kollontai                         | URSS                                       | 1872               | 1952                  | Socialiste féministe | [ 3 ]             |
| 1801–1874            | Lotten von Kræmer                           | Suède                                      | 1828               | 1912                  | Baronne, écrivaine, poète, philanthrope, fondatrice de la literary society Samfundet De Nio |                   |
| 1801–1874            | Marie Lacoste-Gérin-Lajoie                  | Canada                                     | 1867               | 1945                  | Suffragette, juriste autodidacte |                   |
| 1801–1874            | Louisa Lawson                               | Australie                                  | 1848               | 1920                  | Suffragette prorépublicaine, écrivaine et éditrice | [ 3 ]             |
| 1801–1874            | Mary Lee                                    | Australie, Irlande                         | 1821               | 1909                  | Suffragette |                   |
| 1801–1874            | Anna Leonowens                              | Royaume-Uni, Inde                          | 1831               | 1915                  | Écrivaine voyageuse |                   |
| 1801–1874            | Fredrika Limnell                            | Suède                                      | 1816               | 1897                  | |                   |
| 1801–1874            | Mary Livermore                              | États-Unis                                 | 1820               | 1905                  | Journaliste des droits des femmes, suffragette |                   |
| 1801–1874            | Belva Lockwood                              | États-Unis                                 | 1830               | 1917                  | | [ 8 ]             |
| 1801–1874            | Margaret Bright Lucas                       | Royaume-Uni                                | 1818               | 1890                  | Suffragette |                   |
| 1801–1874            | Rosa Luxemburg                              | Allemagne                                  | 1871               | 1919                  | Féministe socialiste |                   |
| 1801–1874            | Mary MacSwiney                              | Irlande                                    | 1872               | 1942                  | Féministe et suffragette irlandaise, députée, vice-présidente du Sinn Féin |                   |
| 1801–1874            | Kitty Marion                                | Royaume-Uni                                | 1871               | 1944                  | Féministe socialiste, suffragette |                   |
| 1801–1874            | Harriet Martineau                           | Royaume-Uni                                | 1802               | 1876                  | |                   |
| 1801–1874            | Eleanor Marx                                | Royaume-Uni                                | 1855               | 1898                  | Féministe socialiste |                   |
| 1801–1874            | Rosa Mayreder                               | Autriche                                   | 1858               | 1938                  | | [ 3 ]             |
| 1801–1874            | Nellie McClung                              | Canada                                     | 1873               | 1951                  | Féministe et suffragette ; fait partie des Célèbres cinq (en anglais Famous Five) |                   |
| 1801–1874            | Helen Priscilla McLaren                     | Royaume-Uni                                | 1851               | 1934                  | |                   |
| 1801–1874            | Louise Michel                               | France                                     | 1830               | 1905                  | Anarcho-féministe | [ 6 ]             |
| 1801–1874            | Harriet Taylor Mill                         | Royaume-Uni                                | 1807               | 1858                  | Pionnière du féminisme | [ 9 ]             |
| 1801–1874            | John Stuart Mill                            | Royaume-Uni                                | 1806               | 1873                  | Pionnier du féminisme | ,                 |
| 1801–1874            | Hannah Mitchell                             | Royaume-Uni                                | 1872               | 1956                  | Féministe socialiste ; suffragette |                   |
| 1801–1874            | Katti Anker Møller                          | Norvège                                    | 1868               | 1945                  | Féministe de la première vague | [ 9 ]             |
| 1801–1874            | Agda Montelius                              | Suède                                      | 1850               | 1920                  | Suffragette ; présidente de fondation Fredrika Berner |                   |
| 1801–1874            | Anna Maria Mozzoni                          | Italie                                     | 1837               | 1920                  | Féministe de la première vague ; suffragette | [ 9 ]             |
| 1801–1874            | Flora Murray                                | Royaume-Uni                                | 1869               | 1923                  | Suffragette |                   |
| 1801–1874            | Clarina I. H. Nichols                       | États-Unis                                 | 1810               | 1885                  | Féministe de la première vague ; suffragette | [ 9 ]             |
| 1801–1874            | Draga Obrenović                             | Serbie                                     | 1864               | 1903                  | Princesse consort |                   |
| 1801–1874            | Louise Otto-Peters                          | Allemagne                                  | 1819               | 1895                  | | ,                 |
| 1801–1874            | Emmeline Pankhurst                          | Royaume-Uni                                | 1858               | 1928                  | Suffragette ; une des fondatrices et leader du mouvement britannique des suffragettes | [ 4 ]             |
| 1801–1874            | Maud Wood Park                              | États-Unis                                 | 1871               | 1955                  | Fondatrice du College Equal Suffrage League ; première présidente de la Ligue des Femmes Electrices |                   |
| 1801–1874            | Madeleine Pelletier                         | France                                     | 1874               | 1939                  | Féministe de la première vague ; féministe socialiste | [ 9 ]             |
| 1801–1874            | Wendell Phillips                            | États-Unis                                 | 1811               | 1884                  | |                   |
| 1801–1874            | Jyotirao Phule                              | Inde                                       | 1827               | 1890                  | Critique le système des castes, fonde une école de filles, dépose une initiative sur le remariage des veuves, créée un foyer (home) pour les veuves des castes élevées et un autre pour nourrissons de sexe féminin afin de décourager l'infanticide féminin | [ 3 ]             |
| 1801–1874            | Eugénie Potonié-Pierre                      | France                                     | 1844               | 1898                  | | [ 6 ]             |
| 1801–1874            | Eleanor Rathbone                            | Royaume-Uni                                | 1872               | 1946                  | | [ 3 ]             |
| 1801–1874            | Caroline Rémy de Guebhard                   | France                                     | 1855               | 1929                  | |                   |
| 1801–1874            | Dorothy Richardson                          | Royaume-Uni                                | 1873               | 1957                  | |                   |
| 1801–1874            | Edith Rigby                                 | Royaume-Uni                                | 1872               | 1948                  | Suffragette |                   |
| 1801–1874            | Bessie Rischbieth                           | Australie                                  | 1874               | 1967                  | Première femme nommée auprès d'une cour ; militante contre l'enlèvement des enfants aborigènes à leur mère |                   |
| 1801–1874            | Eliza Ritchie                               | Canada                                     | 1856               | 1933                  | Suffragette, Membre exécutif du Local Council of Women of Halifax |                   |
| 1801–1874            | Harriet Hanson Robinson                     | États-Unis                                 | 1825               | 1911                  | | [ 4 ]             |
| 1801–1874            | Pauline Roland                              | France                                     | 1805               | 1852                  | | [ 9 ]             |
| 1801–1874            | Rosalie Roos                                | Suède                                      | 1823               | 1898                  | Écrivaine et pionnière du mouvement suédois pour les droits des femmes |                   |
| 1801–1874            | Ernestine Rose                              | États-Unis, Russie-Pologne                 | 1810               | 1892                  | Suffragette | [ 4 ]             |
| 1801–1874            | Hilda Sachs                                 | Suède                                      | 1857               | 1935                  | |                   |
| 1801–1874            | Anna Sandström                              | Suède                                      | 1854               | 1931                  | Réformatrice de l'éducation |                   |
| 1801–1874            | Auguste Schmidt                             | Allemagne                                  | 1833               | 1902                  | | [ 26 ]            |
| 1801–1874            | Olive Schreiner                             | Afrique du Sud                             | 1855               | 1920                  | |                   |
| 1801–1874            | Rose Scott                                  | Australie                                  | 1847               | 1925                  | Suffragette |                   |
| 1801–1874            | Anna Howard Shaw                            | États-Unis                                 | 1847               | 1919                  | Présidente de la National Women's Suffrage Association 1904–1915 |                   |
| 1801–1874            | Kate Sheppard                               | Nouvelle-Zélande                           | 1847               | 1934                  | Influence majeure dans la bataille sur le droit de vote des femmes en 1893 | [ 3 ]             |
| 1801–1874            | Tarabai Shinde                              | Inde                                       | 1850               | 1910                  | |                   |
| 1801–1874            | Emily Shirreff                              | Royaume-Uni                                | 1814               | 1897                  | Pionnière féministe | [ 9 ]             |
| 1801–1874            | Eleanor Mildred Sidgwick                    | Royaume-Uni                                | 1845               | 1936                  | |                   |
| 1801–1874            | Ethel Smyth                                 | Royaume-Uni                                | 1858               | 1944                  | Suffragette |                   |
| 1801–1874            | Anna Garlin Spencer                         | États-Unis                                 | 1851               | 1931                  | | [ 4 ]             |
| 1801–1874            | Elizabeth Cady Stanton                      | États-Unis                                 | 1815               | 1902                  | Abolitionniste, suffragette, organisatrice de la Convention sur les Droits des Femmes de 1848, cofondatrice de la National Woman Suffrage Association et du Conseil International des Femmes                                                                 | [ 4 ]             |
| 1801–1874            | Anna Sterky                                 | Suède, Danemark                            | 1856               | 1939                  | |                   |
| 1801–1874            | Helene Stöcker                              | Allemagne                                  | 1869               | 1943                  | | [ 25 ]            |
| 1801–1874            | Milica Stojadinović-Srpkinja                | Serbie                                     | 1828               | 1878                  | |                   |
| 1801–1874            | Lucy Stone                                  | États-Unis                                 | 1818               | 1893                  | Oratrice, organisatrice de la première National Women's Rights Convention, fondatrice du Journal des Femmes, et première femme américaine à conserver son nom de jeune fille après le mariage                                                                | [ 4 ]             |
| 1801–1874            | Emily Howard Stowe                          | Canada                                     | 1831               | 1903                  | Médecin, défenseur de l'intégration des femmes dans la communauté médicale professionnelle, fondatrice de l'Association Canadienne pour le Vote des Femmes.                                                                                                  |                   |
| 1801–1874            | Rosina Heikel                               | France                                     | 1842               | 1929                  | Première femme médecin finlandaise, militante des droits des femmes et de l'égalité des chances. |                   |
| 1801–1874            | Helena Swanwick                             | Royaume-Uni                                | 1864               | 1939                  | Suffragette |                   |
| 1801–1874            | Frances Swiney                              | Royaume-Uni                                | 1847               | 1922                  | Suffragette |                   |
| 1801–1874            | Táhirih                                     | Iran                                       | vers 1817          | 27 août 1852          | | [ 3 ]             |
| 1801–1874            | Caroline Testman                            | Danemark                                   | 1839               | 1919                  | Cofondatrice du Dansk Kvindesamfund |                   |
| 1801–1874            | Martha Carey Thomas                         | États-Unis                                 | 1857               | 1935                  | | [ 8 ]             |
| 1801–1874            | Sybil Thomas                                | Royaume-Uni                                | 1857               | 1941                  | Suffragette |                   |
| 1801–1874            | Flora Tristan                               | France                                     | 1803               | 1844                  | Féministe socialiste | [ 3 ]             |
| 1801–1874            | Harriet Tubman                              | États-Unis                                 | 1820               | 1913                  | Féministe de la première vague | [ 9 ]             |
| 1801–1874            | Thorstein Veblen                            | États-Unis                                 | 1857               | 1929                  | Economiste ; sociologue | [ 4 ]             |
| 1801–1874            | Alice Vickery                               | Royaume-Uni                                | 1844               | 1929                  | Médecin, défenseur du contrôle des naissances comme moyen d'émancipation des femmes |                   |
| 1801–1874            | Olympia Brown                               | États-Unis                                 | 1835               | 1926                  | Suffragette |                   |
| 1801–1874            | Emmeline Pethick-Lawrence                   | Royaume-Uni                                | 1867               | 1954                  | Militante des droits des femmes |                   |
| 1801–1874            | Beatrice Potter Webb                        | Royaume-Uni                                | 1858               | 1943                  | Féministe socialiste |                   |
| 1801–1874            | Ida B. Wells                                | États-Unis                                 | 1862               | 1931                  | Militante des droits civiques ; suffragette. Fondatrice du premier club de suffrage féminin noir de Chicago Alpha Suffrage Club et potentiellement des États-Unis                                                                                            |                   |
| 1801–1874            | Anna Whitlock                               | Suède                                      | 1852               | 1930                  | Féministe ; suffragette |                   |
| 1801–1874            | Karolina Widerström                         | Suède                                      | 1856               | 1949                  | Suffragette |                   |
| 1801–1874            | Frances Willard                             | États-Unis                                 | 1839               | 1898                  | Féministe socialiste ; suffragette |                   |
| 1801–1874            | Charlotte Wilson                            | Royaume-Uni                                | 1854               | 1944                  | Féministe radical |                   |
| 1801–1874            | Victoria Woodhull                           | États-Unis                                 | 1838               | 1927                  | Féministe de la première vague ; suffragette, innovatrice, première femme à se présenter à la présidentielle aux États-Unis | ,                 |
| 1801–1874            | Clara Zetkin                                | Allemagne                                  | 1857               | 1933                  | Féministe socialiste ; première présidente de l'Internationale des femmes socialistes. | [ 4 ]             |
| 1804-1876            | George Sand                                 | France                                     | 1804               | 1876                  | |                   |
| 1815-1902            | Marion Kirkland Reid                        | Royaume-Uni                                | 1815               | 1902                  | |                   |
| 1828-1890            | (da)Ragnhild Goldschmidt                    | Danemark                                   | 1828               | 1890                  | Cofondatrice de Kvindelig Læseforening (KL), pierre angulaire du mouvement des femmes au Danemark. | [ 27 ]            |
| 1874-1925            | Jenny Apolant                               | Allemagne                                  | 1874               | 1925                  | Militante pour le droit de vote et la participation politique locale ; une des premières femme élues au conseil communal de Francfort |                   |
| 1875-1939            | Maria Vérone                                | France                                     | 1874               | 1938                  | Suffragette |                   |
| 1875–1939            | Bella Abzug                                 | États-Unis                                 | 1920               | 1998                  | Féministe de la seconde vague | [ 8 ]             |
| 1875–1939            | Ángela Acuña                                | Costa Rica                                 | 1888               | 1983                  | | [ 8 ]             |
| 1875–1939            | Wim Hora Adema                              | Pays-Bas                                   | 1914               | 1998                  | Féministe de la seconde vague ; féministe radicale | [ 28 ]            |
| 1875–1939            | Alan Alda                                   | États-Unis                                 | 1936               | –                     | |                   |
| 1875–1939            | Dolores Alexander                           | États-Unis                                 | 1931               | 2008                  | Féministe antipornographie | [ 29 ]            |
| 1875–1939            | Maya Angelou                                | États-Unis                                 | 1928               | 2014                  | Militante des droits civiques | [ 8 ]             |
| 1875–1939            | Margery Corbett Ashby                       | Royaume-Uni                                | 1882               | 1981                  | Suffragette | [ 19 ]            |
| 1875–1939            | Ksenija Atanasijević                        | Serbie                                     | 1894               | 1981                  | Suffragette ; première femme à obtenir un doctorat en Serbie |                   |
| 1875–1939            | Ti-Grace Atkinson                           | États-Unis                                 | 1938               | –                     | Féministe de la seconde vague | ,                 |
| 1875–1939            | Margaret Atwood                             | Canada                                     | 1939               | –                     | Féministe de la troisième vague | ,                 |
| 1875–1939            | Helène Aylon                                | États-Unis                                 | 1931               | 2020                  | Ecoféministe | ,                 |
| 1875–1939            | Eva Bacon                                   | Australie                                  | 1909               | 1994                  | Féministe socialiste |                   |
| 1875–1939            | Lois W. Banner                              | États-Unis                                 | 1939               | –                     | |                   |
| 1875–1939            | Thelma Bate                                 | Australie                                  | 1904               | 1984                  | Leader communautaire, défenseur de l'intégration des femmes aborigènes dans l'Association Nationale des Femmes |                   |
| 1875–1939            | Mary Ritter Beard                           | États-Unis                                 | 1876               | 1958                  | Féministe | ,                 |
| 1875–1939            | Joan Beauchamp                              | Royaume-Uni                                | 1890               | 1964                  | Suffragette |                   |
| 1875–1939            | Simone de Beauvoir                          | France                                     | 1908               | 1986                  | Féministe de la seconde vague | ,                 |
| 1875–1939            | Rosa May Billinghurst                       | Royaume-Uni                                | 1875               | 1953                  | Suffragette | [ 18 ]            |
| 1875–1939            | Teresa Billington-Greig                     | Royaume-Uni                                | 1877               | 1964                  | Suffragette | [ 18 ]            |
| 1875–1939            | Elsie Bowerman                              | Royaume-Uni                                | 1889               | 1973                  | Suffragette | [ 18 ]            |
| 1875–1939            | Helen Gurley Brown                          | États-Unis                                 | 1922               | 2012                  | Auteure de Sex and the Single Girl (en) ; rédactrice en chef de Cosmopolitan pendant 32 ans. |                   |
| 1875–1939            | Stella Browne                               | Canada                                     | 1880               | 1955                  | Féministe socialiste |                   |
| 1875–1939            | Susan Brownmiller                           | États-Unis                                 | 1935               | –                     | Féministe de la seconde vague ; féministe antiprostitution ; féministe radicale | ,                 |
| 1875–1939            | Katherine Burdekin                          | Royaume-Uni                                | 1896               | 1963                  | |                   |
| 1875–1939            | Lucy Burns                                  | États-Unis                                 | 1879               | 1966                  | Suffragette |                   |
| 1875-1939            | Elena Caffarena                             | Chili                                      | 1903               | 2003                  | Sufragette ; fondatrice d'associations pour les droits des femmes ; présente le projet de loi pour le vote des femmes |                   |
| 1875–1939            | Clara Campoamor                             | Espagne                                    | 1888               | 1972                  | | [ 8 ]             |
| 1875–1939            | Luisa Capetillo                             | Puerto Rico                                | 1879               | 1922                  | Suffragette ; emprisonnée pour avoir porté des pantalons en public | [ 8 ]             |
| 1875–1939            | Liz Carpenter                               | États-Unis                                 | 1920               | 2010                  | |                   |
| 1875–1939            | Elvia Carrillo Puerto                       | Mexique                                    | 1878               | 1967                  | | [ 8 ]             |
| 1875–1939            | Thérèse Casgrain                            | Canada                                     | 1896               | 1981                  | Féministe de la seconde vague ; suffragette | ,                 |
| 1875–1939            | Jacqueline Ceballos                         | États-Unis                                 | 1925               | –                     | Fondatrice de Veteran Feminists of America | [ 29 ]            |
| 1875–1939            | Enid Charles                                | Royaume-Uni                                | 1894               | 1972                  | Féministe radicale |                   |
| 1875–1939            | Shirley St Hill Chisholm                    | États-Unis                                 | 1924               | 2005                  | Féministe de la seconde vague | [ 8 ]             |
| 1875–1939            | Hélène Cixous                               | France                                     | 1937               | –                     | | ,                 |
| 1875–1939            | Margaret "Gretta" Cousins                   | Irlande                                    | 1878               | 1954                  | Suffragette ; créatrice de la All India Women's Conference ; cofondatrice de l'Irish Women's Franchise League |                   |
| 1875–1939            | Eva Cox                                     | Australie                                  | 1938               | –                     | Sociologue |                   |
| 1875–1939            | Jill Craigie                                | Royaume-Uni                                | 1911               | 1999                  | Féministe socialiste |                   |
| 1875–1939            | Minnie Fisher Cunningham                    | États-Unis                                 | 1882               | 1964                  | |                   |
| 1875–1939            | Hamid Dalwai                                | Inde                                       | 1932               | 1977                  | Féministe socialiste |                   |
| 1875–1939            | Mary Daly                                   | États-Unis                                 | 1928               | 2010                  | Féministe de la seconde vague ; écoféministe | [ 9 ]             |
| 1875–1939            | Barbara Deming                              | États-Unis                                 | 1917               | 1984                  | |                   |
| 1875–1939            | Ezlynn Deraniyagala                         | Sri Lanka                                  | 1908               | 1973                  | | [ 8 ]             |
| 1875–1939            | Jeanne Deroin                               | France                                     | 1805               | 1894                  | | [ 8 ]             |
| 1875–1939            | Betty Dodson                                | États-Unis                                 | 1929               | 2020                  | Féministe de la troisième vague ;féminisme pro-sexe | [ 29 ]            |
| 1875–1939            | Sediqeh Dowlatabadi                         | Iran                                       | 1882               | 1962                  | |                   |
| 1875–1939            | Carol Downer                                | États-Unis                                 | 1933               | –                     | Féministe de la seconde vague ; fondatrice du mouvement d'entraide des femmes ; féministe écrivaine | [ 9 ]             |
| 1875–1939            | Roxanne Dunbar-Ortiz                        | États-Unis                                 | 1939               | –                     | Féministe radicale |                   |
| 1875–1939            | Crystal Eastman                             | États-Unis                                 | 1881               | 1928                  | Féministe socialiste |                   |
| 1875–1939            | Françoise d'Eaubonne                        | France                                     | 1920               | 2005                  | Ecoféministe | [ 30 ]            |
| 1875–1939            | Norah Elam                                  | Royaume-Uni, Irlande                       | 1878               | 1961                  | Féministe radicale ; suffragette |                   |
| 1875–1939            | Nawal El Saadawi                            | Égypte                                     | 1931               | 2021                  | |                   |
| 1875–1939            | Mohtaram Eskandari                          | Iran                                       | 1895               | 1924                  | Militante du droit des femmes ; fondatrice de Jam'iat e nesvan e vatan-khah |                   |
| 1875–1939            | Vilma Espín                                 | Cuba                                       | 1930               | 2007                  | | [ 8 ]             |
| 1875–1939            | Lidia Falcón                                | Espagne                                    | 1935               | –                     | | [ 8 ]             |
| 1875–1939            | Geraldine Ferraro                           | États-Unis                                 | 1935               | 2011                  | | [ 8 ]             |
| 1875–1939            | Ana Figuero                                 | Chili                                      | 1907               | 1970                  | Suffragette ; présidente de la Fédération chilienne des institutions féminines |                   |
| 1875–1939            | Elizabeth Gurley Flynn                      | États-Unis                                 | 1890               | 1964                  | Féministe socialiste ; suffragette |                   |
| 1875–1939            | Elizabeth "Betty" Bloomer Ford              | États-Unis                                 | 1918               | 2011                  | Féministe de la seconde vague |                   |
| 1875–1939            | Gerald Ford                                 | États-Unis                                 | 1913               | 2006                  | Féministe de la seconde vague |                   |
| 1875–1939            | Miles Franklin                              | Australie                                  | 1879               | 1954                  | |                   |
| 1875–1939            | Clara Fraser                                | États-Unis                                 | 1923               | 1998                  | Féministe de la seconde vague ; féministe radicale |                   |
| 1875–1939            | Elisabeth Freeman                           | États-Unis                                 | 1876               | 1942                  | Suffragette et militante des droits civiques |                   |
| 1875–1939            | Marilyn French                              | États-Unis                                 | 1929               | 2009                  | Féministe de la seconde vague ; féministe radicale | [ 9 ]             |
| 1875–1939            | Betty Friedan                               | États-Unis                                 | 1921               | 2006                  | Féministe de la seconde vague ; écrivaine | [ 9 ]             |
| 1875–1939            | William Lloyd Garrison                      | États-Unis                                 | 1805               | 1879                  | | [ 4 ]             |
| 1875–1939            | Carol Gilligan                              | États-Unis                                 | 1936               | –                     | Féministe de la seconde vague | [ 9 ]             |
| 1875–1939            | Françoise Giroud                            | France                                     | 1916               | 2003                  | |                   |
| 1875–1939            | Judy Goldsmith                              | États-Unis                                 | 1938               | –                     | Ancienne présidente de la National Organization for Women |                   |
| 1875–1939            | Jane Goodall                                | Royaume-Uni                                | 1934               | –                     | |                   |
| 1875–1939            | Jane Grant                                  | États-Unis                                 | 1892               | 1972                  | |                   |
| 1875–1939            | Germaine Greer                              | Australie                                  | 1939               | –                     | Féministe de la seconde vague ; féministe radical ; féministe socialiste | [ 9 ]             |
| 1875–1939            | Colette Guillaumin                          | France                                     | 1934               | 2017                  | Féministe matérialiste |                   |
| 1875–1939            | Eulalia Guzmán                              | Mexique                                    | 1890               | 1985                  | Féministe mexicaine |                   |
| 1875–1939            | Tahar Haddad                                | Tunisie                                    | 1897               | 1935                  | Féministe musulman |                   |
| 1875–1939            | Lizzy Lind af Hageby                        | Suède                                      | 1878               | 1963                  | |                   |
| 1875–1939            | Gisèle Halimi                               | France                                     | 1927               | 2020                  | |                   |
| 1875–1939            | Zaib-un-Nissa Hamidullah                    | Inde                                       | 1921               | 2000                  | Féministe musulmane |                   |
| 1875–1939            | Caroline Haslett                            | Royaume-Uni                                | 1895               | 1957                  | |                   |
| 1875–1939            | Nicole Hollander                            | États-Unis                                 | 1939               | –                     | |                   |
| 1875–1939            | Pak Hon-yong                                | Corée du Sud                               | 1900               | 1956                  | |                   |
| 1875–1939            | Mary Howell                                 | États-Unis                                 | 1932               | 1998                  | |                   |
| 1875–1939            | Edith How-Martyn                            | Royaume-Uni                                | 1875               | 1954                  | Suffragette |                   |
| 1875–1939            | Fatima Ahmed Ibrahim                        | Soudan                                     | 1933               | 2017                  | Féministe musulmane |                   |
| 1875–1939            | Fusae Ichikawa                              | Japon                                      | 1893               | 1981                  | | [ 8 ]             |
| 1875–1939            | Luce Irigaray                               | France                                     | 1930               | –                     | | [ 9 ]             |
| 1875–1939            | Sonia Johnson                               | États-Unis                                 | 1936               | –                     | |                   |
| 1875–1939            | Jill Johnston                               | États-Unis                                 | 1929               | 2010                  | |                   |
| 1875–1939            | Claudia Jones                               | Royaume-Uni, États-Unis, Trinité-et-Tobago | 1915               | 1964                  | Suffragette |                   |
| 1875–1939            | Rosalie Gardiner Jones                      | États-Unis                                 | 1883               | 1978                  | Organisatrice du Suffrage Hikes (en) |                   |
| 1875–1939            | Marie Juchacz                               | Allemagne                                  | 1879               | 1956                  | | [ 31 ]            |
| 1875–1939            | Alicia Moreau de Justo                      | Argentine                                  | 1885               | 1986                  | Féministe socialiste | [ 32 ]            |
| 1875–1939            | Raden Adjeng Kartini                        | Indonésie                                  | 1879               | 1904                  | Féministe musulmane ; défenseur des femmes indonésiennes, critique des mariages polygames et du manque d'éducation des femmes | [ 8 ]             |
| 1875–1939            | Shidzue Katō                                | Japon                                      | 1897               | 2001                  | Féministe de la seconde vague | [ 8 ]             |
| 1875–1939            | Florynce Kennedy                            | États-Unis                                 | 1916               | 2000                  | Féministe de la seconde vague |                   |
| 1875–1939            | Annie Kenney                                | Royaume-Uni                                | 1879               | 1953                  | Suffragette |                   |
| 1875–1939            | Yamakawa Kikue                              | Japon                                      | 1890               | 1980                  | Féministe socialiste ; féministe anti-prostitution |                   |
| 1875–1939            | Coretta Scott King                          | États-Unis                                 | 1927               | 2006                  | Féministe de la seconde vague |                   |
| 1875-1939            | Simone Veil                                 | France                                     | 1927               | 2017                  | Dépénalise l'avortement |                   |
| 1875–1939            | Gerda Lerner                                | Autriche                                   | 1920               | 2013                  | |                   |
| 1875–1939            | Amanda Labarca                              | Chili                                      | 1886               | 1975                  | Pionnière au Chili ; fondatrice et présidente d'associations ; féministe de la première vague. |                   |
| 1875–1939            | Audre Lorde                                 | États-Unis                                 | 1934               | 1992                  | Féministe de la troisième vague | [ 8 ]             |
| 1875–1939            | Mina Loy                                    | Royaume-Uni                                | 1882               | 1966                  | |                   |
| 1875-1939            | Lucila Luciani de Pérez Díaz                | Venezuela                                  | 1882               | 1971                  | Pionnière au Venezuela ; éditrice d'une revue féministe |                   |
| 1875–1939            | Rae Luckock                                 | Canada                                     | 1893               | 1972                  | Féministe socialiste |                   |
| 1875–1939            | Margaret Mackworth, 2nd Viscountess Rhondda | Royaume-Uni                                | 1883               | 1958                  | Suffragette |                   |
| 1875–1939            | Agnes Macphail                              | Canada                                     | 1890               | 1954                  | |                   |
| 1875–1939            | Dora Marsden                                | Royaume-Uni                                | 1882               | 1960                  | |                   |
| 1875–1939            | William Moulton Marston                     | États-Unis                                 | 1893               | 1947                  | |                   |
| 1875–1939            | Nicole-Claude Mathieu                       | France                                     | 1937               | 2014                  | Anthropologue française ; féministe matérialiste | [ 9 ]             |
| 1875–1939            | Else Mayer                                  | Allemagne                                  | 1891               | 1962                  | Féministe de la première vague | [réf. nécessaire] |
| 1875–1939            | Carolyn Merchant                            | États-Unis                                 | 1936               | –                     | Ecoféministe |                   |
| 1875–1939            | Maria Mies                                  | Allemagne                                  | 1931               | 2023                  | Ecoféministe | [ 33 ]            |
| 1875–1939            | Inez Milholland                             | États-Unis                                 | 1886               | 1916                  | Participante clé du National Woman's Party et de la Woman Suffrage Procession |                   |
| 1875–1939            | Kate Millett                                | États-Unis                                 | 1934               | 2017                  | Féministe de la seconde vague | [ 9 ]             |
| 1875–1939            | Laure Moghaizel                             | Liban                                      | 1929               | 1997                  | |                   |
| 1875–1939            | Florence Nagle                              | Royaume-Uni                                | 1894               | 1988                  | Féministe ; première femme britannique entraîneur officiel de chevaux | [ 34 ]            |
| 1875–1939            | Diane Nash                                  | États-Unis                                 | 1938               | –                     | |                   |
| 1875–1939            | Anaïs Nin                                   | États-Unis, France                         | 1903               | 1977                  | |                   |
| 1875–1939            | Helena Normanton                            | Royaume-Uni                                | 1882               | 1957                  | |                   |
| 1875–1939            | Yoko Ono                                    | États-Unis, Japon                          | 1933               | –                     | |                   |
| 1875–1939            | Alicia Ostriker                             | États-Unis                                 | 1937               | –                     | Féministe de la troisième vague |                   |
| 1875–1939            | Grace Paley                                 | États-Unis                                 | 1922               | 2007                  | |                   |
| 1875–1939            | Adela Pankhurst                             | Royaume-Uni                                | 1885               | 1961                  | |                   |
| 1875–1939            | Christabel Pankhurst                        | Royaume-Uni                                | 1880               | 1958                  | Suffragette ; cofondatrice et leader du Women's Social and Political Union |                   |
| 1875–1939            | Sylvia Pankhurst                            | Royaume-Uni                                | 1882               | 1960                  | Suffragette |                   |
| 1875–1939            | Frances Parker                              | Royaume-Uni                                | 1875               | 1924                  | |                   |
| 1875–1939            | Alice Paul                                  | États-Unis                                 | 1885               | 1977                  | Stratège du mouvement pour le droit de vote de femmes des années 1910 ; fondatrice du National Woman's Party ; initiatrice du Silent Sentinels et de la Parade pour le Suffrage des Femmes de 1913 ; auteur du Equal Rights Amendment                        |                   |
| 1875–1939            | Eva Perón                                   | Argentine                                  | 1919               | 1952                  | | [ 3 ]             |
| 1875–1939            | Frédérique Petrides                         | États-Unis, Belgique                       | 1903               | 1983                  | Féministe ; cheffe d'orchestre pionnière ; militante et rédacteur en chef de Women in Music, une série de périodiques retraçant les activités des femmes en musique                                                                                          |                   |
| 1875–1939            | Marion Phillips                             | Royaume-Uni                                | 1881               | 1932                  | Suffragette |                   |
| 1875–1939            | Erin Pizzey                                 | Royaume-Uni                                | 1939               | –                     | Féministe de la seconde vague |                   |
| 1875–1939            | Sylvia Plath                                | États-Unis                                 | 1932               | 1963                  | |                   |
| 1875–1939            | Eileen Powell                               | Australie                                  | 1913               | 1997                  | Syndicaliste ; militante et participante majeure dans la décision « Un salaire égal pour un travail égal » |                   |
| 1875–1939            | Millicent Preston-Stanley                   | Australie                                  | 1883               | 1955                  | Première femme membre de l'Assemblée Législative NSW ; militante pour le droit de garde des mères divorcées et pour les soins des femmes |                   |
| 1875–1939            | Lorine Livington Pruette                    | États-Unis                                 | 1896               | 1977                  | |                   |
| 1875–1939            | Funmilayo Ransome-Kuti                      | Nigeria                                    | 1900               | 1978                  | Militante des droits des femmes nigérianes |                   |
| 1875–1939            | Adrienne Rich                               | États-Unis                                 | 1929               | 2012                  | |                   |
| 1875–1939            | Malak Hifni Nasif                           | Égypte                                     | 1886               | 1918                  | militante |                   |
| 1875–1939            | Mary Richardson                             | Royaume-Uni                                | 1889               | 1961                  | Suffragette |                   |
| 1875–1939            | Léa Roback                                  | Canada                                     | 1903               | 2000                  | Féministe ; syndicaliste liée au parti communiste |                   |
| 1875–1939            | Hilary Rose                                 | Royaume-Uni                                | 1935               | –                     | |                   |
| 1875–1939            | Agnes Maude Royden                          | Royaume-Uni                                | 1876               | 1956                  | Suffragette |                   |
| 1875–1939            | Lucila Rubio de Laverde                     | Colombie                                   | 1908               | 1970                  | Sufragette ; féministe de la première vague |                   |
| 1875–1939            | Florence Rush                               | États-Unis                                 | 1918               | 2008                  | |                   |
| 1875–1939            | Joanna Russ                                 | États-Unis                                 | 1937               | 2011                  | Féministe de la seconde vague |                   |
| 1875–1939            | Diana E. H. Russell                         | Afrique du Sud                             | 1938               | 2020                  | Féministe de la seconde vague ; féministe radicale ; féministe anti-pornographie |                   |
| 1875–1939            | Dora Russell                                | Royaume-Uni                                | 1894               | 1986                  | Féministe ; progressive campaigner, avocate pour la réforme du mariage, le contrôle des naissances et l'émancipation féminine |                   |
| 1875–1939            | Idola Saint-Jean                            | Canada                                     | 1880               | 1945                  | Suffragette |                   |
| 1875–1939            | Celia Sánchez                               | Cuba                                       | 1920               | 1980                  | Pionnière du féminisme | [ 9 ]             |
| 1875–1939            | George Sand                                 | France                                     | 1804               | 1876                  | Pionnière du féminisme | ,                 |
| 1875–1939            | Margaret Sanger                             | États-Unis                                 | 1879               | 1966                  | Féministe socialiste ; fondatrice de l'American Birth Control League ; cofondatrice et présidente de Planned Parenthood | [ 4 ]             |
| 1875–1939            | Barbara Seaman                              | États-Unis                                 | 1935               | 2008                  | |                   |
| 1875–1939            | Baroness Seear                              | Royaume-Uni                                | 1913               | 1997                  | |                   |
| 1875–1939            | Huda Shaarawi                               | Égypte                                     | 1879               | 1947                  | Féministe musulmane ; fondatrice de la Mubarrat Muhammad Ali (Service social pour femmes), de l'Union des Égyptiennes Éduquées et du Comité Central des Femmes Wafdist                                                                                       |                   |
| 1875–1939            | Alix Kates Shulman                          | États-Unis                                 | 1932               | –                     | Féministe radicale |                   |
| 1875–1939            | Monica Sjöö                                 | Suède                                      | 1938               | 2005                  | Ecoféministe |                   |
| 1875–1939            | Eleanor Smeal                               | États-Unis                                 | 1939               | –                     | Féministe de la seconde vague ; présidente de N.O.W. ; fondatrice et présidente de la Feminist Majority Foundation |                   |
| 1875–1939            | Valerie Solanas                             | États-Unis                                 | 1936               | 1988                  | Féministe radicale |                   |
| 1875–1939            | Gloria Steinem                              | États-Unis                                 | 1934               | –                     | Féministe de la seconde vague ; féministe socialiste ; féministe radicale ; féministe antipornographie et anti-BDSM ; cofondatrice du magazine féministe Ms                                                                                                  |                   |
| 1875-1939            | Dorothy Pitman Hugues                       | États-Unis                                 | 1938               | 2022                  | Féministe de la seconde vague ; féministe antiraciste et militante pour les droits civiques ; cofondatrice du magazine féministe Ms |                   |
| 1875–1939            | Doris Stevens                               | États-Unis                                 | 1892               | 1963                  | Organisatrice pour la National American Women Suffrage Association et le National Woman's Party |                   |
| 1875–1939            | Marie Stopes                                | Royaume-Uni                                | 1880               | 1958                  | |                   |
| 1875–1939            | Jessie Street                               | Australie                                  | 1889               | 1970                  | Suffragette ; féministe ; militante des droits de l'homme |                   |
| 1875–1939            | Edith Summerskill                           | Royaume-Uni                                | 1901               | 1980                  | |                   |
| 1875–1939            | Elisabeth Tamm                              | Suède                                      | 1880               | 1958                  | |                   |
| 1875–1939            | Mavis Tate                                  | Royaume-Uni                                | 1893               | 1947                  | |                   |
| 1875–1939            | Joan Kennedy Taylor                         | États-Unis                                 | 1926               | 2005                  | |                   |
| 1875–1939            | Dorothy Thompson                            | États-Unis                                 | 1893               | 1961                  | Suffragette |                   |
| 1875–1939            | Jill Tweedie                                | Royaume-Uni                                | 1936               | 1993                  | |                   |
| 1875–1939            | Mabel Vernon                                | États-Unis                                 | 1883               | 1975                  | Suffragette, membre principal du Congressional Union for Women Suffrage (en), l'une des principales organisatrices des Silent Sentinels |                   |
| 1875–1939            | Harriet Shaw Weaver                         | Royaume-Uni                                | 1876               | 1961                  | Suffragette |                   |
| 1875–1939            | Nesta Helen Webster                         | Royaume-Uni                                | 1876               | 1960                  | |                   |
| 1875–1939            | Louise Weiss                                | France                                     | 1893               | 1983                  | | [ 36 ]            |
| 1875–1939            | Trude Weiss-Rosmarin                        | États-Unis, Allemagne                      | 1908               | 1989                  | |                   |
| 1875–1939            | Kanitha Wichiencharoen                      | Thaïlande                                  | 1920               | 2002                  | Pionnière de la défense des droits des femmes en Thaïlande |                   |
| 1875–1939            | Clara Wichmann                              | Hollande, Allemagne                        | 1885               | 1922                  | Féministe radicale |                   |
| 1875–1939            | Monique Wittig                              | France                                     | 1935               | 2003                  | | [ 37 ]            |
| 1875–1939            | Nellie Wong                                 | États-Unis                                 | 1934               | –                     | Féministe socialiste |                   |
| 1875–1939            | Virginia Woolf                              | Royaume-Uni                                | 1882               | 1941                  | Féministe de la première vague | ,                 |
| 1875–1939            | Molly Yard                                  | États-Unis                                 | 1912               | 2005                  | Féministe de la seconde vague |                   |
| 1885-1953            | Martha Arendsee                             | Allemagne                                  | 1885               | 1953                  | |                   |
| 1932-2015            | Colette Capitan                             | France                                     | 1932               | 2015                  | |                   |
| 1940-2025            | Lesley Abdela                               | Royaume-Uni                                | 1945               | –                     | | [ 8 ]             |
| 1940-2025            | Carol J. Adams                              | États-Unis                                 | 1951               | –                     | Ecoféministe | [ 9 ]             |
| 1940-2025            | Haleh Afshar                                | Royaume-Uni                                | 1944               | –                     | Féministe musulmane | –                 |
| 1940-2025            | Leila Ahmed                                 | Égypte                                     | 1940               | –                     | Féministe musulmane |                   |
| 1940-2025            | Madeha al-Ajroush                           | Arabie saoudite                            | 1955               | –                     | Féministe, militante pour le droit de conduire, dirigeante de Women2drive |                   |
| 1940-2025            | Widad Akrawi                                | Danemark                                   | 1969               | –                     | Écrivain, médecin ; milite pour l'égalité des sexes et pour l'autonomie des femmes et leur participation à la construction de la paix et la gestion post-conflit                                                                                             |                   |
| 1955-2025            | Linda Martín Alcoff                         | États-Unis                                 | 1955               | –                     | |                   |
| 1940-2025            | Ayaan Hirsi Ali                             | États-Unis, Hollande, Somalie              | 1969               | –                     | Féministe, écrivaine et politicienne |                   |
| 1940-2025            | Pam Allen                                   | États-Unis                                 | 1943               | –                     | Féministe de la seconde vague ; féministe radicale | [ 29 ]            |
| 1940-2025            | Isabel Allende                              | Chili                                      | 1942               | –                     | | [ 8 ]             |
| 1940-2025            | Jane Alpert                                 | États-Unis                                 | 1947               | –                     | Féministe radicale | ,                 |
| 1940-2025            | Gloria E. Anzaldúa                          | États-Unis                                 | 1942               | 2004                  | Féministe de la troisième vague | [ 9 ]             |
| 1940-2025            | Maria Arbatova                              | URSS                                       | 1957               | –                     | |                   |
| 1940-2025            | Parvin Ardalan                              | Iran                                       | 1967               | –                     | Militante des droits des femmes |                   |
| 1940-2025            | Mary Astell                                 | Royaume-Uni                                | c. 1666            | 1731                  | | ,                 |
| 1940-2025            | Élisabeth Badinter                          | France                                     | 1944               | –                     | Féministe dissidente / « anti-féministe » | ,                 |
| 1940-2025            | Judi Bari                                   | États-Unis                                 | 1949               | 1997                  | Ecoféministe | [ 9 ]             |
| 1940-2025            | Kathleen Barry                              | États-Unis                                 | xxe siècle         | –                     | Féministe anti prostitution |                   |
| 1940-2025            | Benedetta Barzini                           | Italie                                     | 1943               | –                     | Féministe radicale |                   |
| 1940-2025            | Jennifer Baumgardner                        | États-Unis                                 | 1970               | –                     | Féministe de la troisième vague |                   |
| 1940-2025            | Ros Baxandall                               | États-Unis                                 | xxe siècle         | –                     | Féministe de la seconde vague ; féministe radicale ; New York Radical Women |                   |
| 1940-2025            | Alison Bechdel                              | États-Unis                                 | 1960               | –                     | |                   |
| 1940-2025            | Melissa Benn                                | Royaume-Uni                                | 1957               | –                     | Féministe de la troisième vague | [ 9 ]             |
| 1940-2025            | Lorraine Bethel                             | États-Unis                                 | xxe siècle         | –                     | Féministe de la seconde vague | [ 9 ]             |
| 1940-2025            | Lauran Bethell                              | États-Unis                                 | xxe siècle         | –                     | Féministe antipornographie |                   |
| 1940-2025            | Julie Bindel                                | Royaume-Uni                                | 1962               | –                     | Féministe antipornographie |                   |
| 1940-2025            | Lóa Björk Björnsdóttir                      | Islande                                    | 1993               | –                     | Féministe de la troisième vague | [réf. nécessaire] |
| 1940-2025            | Sandra Bloodworth                           | Australie                                  | xxe siècle         | –                     | Historienne du travail ; militante socialiste ; cofondatrice de l'organisation trotskiste Socialist Alternative, rédacteur en chef de Marxist Left review |                   |
| 1940-2025            | Rosie Boycott                               | Royaume-Uni                                | 1951               | –                     | |                   |
| 1940-2025            | María Elísabet Bragadóttir                  | Islande                                    | 1993               | –                     | Féministe de la troisième vague | [réf. nécessaire] |
| 1940-2025            | Hörður Tryggvi Bragason                     | Islande                                    | 1997               | –                     | Féministe de la troisième vague ; Féministe radicale ; cyberféministe ; féministe antipornographie | [réf. nécessaire] |
| 1940-2025            | Dionne Brand                                | Canada                                     | 1953               | –                     | |                   |
| 1940-2025            | Giannina Braschi                            | Porto Rico                                 | 1953               | –                     | Féministe de la troisième vague |                   |
| 1940-2025            | Johanna Brenner                             | États-Unis                                 | 1942               | –                     | Féministe socialiste |                   |
| 1940-2025            | Susie Bright                                | États-Unis                                 | 1958               | –                     | Féministe de la troisième vague ;féministe pro-sexe | [ 9 ]             |
| 1940-2025            | Flora Brovina                               | Kosovo                                     | 1949               | –                     | |                   |
| 1940-2025            | Rita Mae Brown                              | États-Unis                                 | 1944               | –                     | Féministe de la seconde vague ; féministe radicale ; Redstockings (en) | [ 29 ]            |
| 1940-2025            | Carrie Brownstein                           | États-Unis                                 | 1974               | –                     | Féministe de la troisième vague |                   |
| 1940-2025            | Tammy Bruce                                 | États-Unis                                 | 1962               | –                     | Dissidente féministe | [ 9 ]             |
| 1940-2025            | Charlotte Bunch                             | États-Unis                                 | 1944               | –                     | Féministe de la seconde vague |                   |
| 1940-2025            | Louise Burfitt-Dons                         | Royaume-Uni                                | 1953               | –                     | Féministe conservatrice |                   |
| 1940-2025            | Judith Butler                               | États-Unis                                 | 1956               | –                     | Féministe de la troisième vague | ,                 |
| 1940-2025            | Octavia Butler                              | États-Unis                                 | 1947               | 2006                  | |                   |
| 1940-2025            | Sandy Cabrera Arteaga                       | Honduras                                   | 2000               | –                     | Féministe de la deuxième vague, pour la sexualité et de contraception |                   |
| 1940-2025            | Lydia Cacho                                 | Mexique                                    | 1963               | –                     | |                   |
| 1940-2025            | Beatrix Campbell                            | Royaume-Uni                                | 1947               | –                     | Féministe de la seconde vague |                   |
| 1940-2025            | Angela Carter                               | Royaume-Uni                                | 1940               | 1992                  | Féministe socialiste | [ 8 ]             |
| 1940-2025            | Ana Castillo                                | États-Unis                                 | 1953               | –                     | |                   |
| 1940-2025            | Chan Choy Siong                             | Singapour                                  | 1931               | 1981                  | Féministe de la première vague |                   |
| 1940-2025            | Phyllis Chesler                             | États-Unis                                 | 1940               | –                     | Auteur féministe, professeur | [ 29 ]            |
| 1940-2025            | Margaret Cho                                | États-Unis                                 | 1968               | –                     | Féministe de la troisième vague | [ 9 ]             |
| 1940-2025            | Nancy Chodorow                              | États-Unis                                 | 1944               | –                     | | [ 8 ]             |
| 1940-2025            | D. A. Clarke                                | États-Unis                                 | xxe siècle         | –                     | Féministe radicale ; féministe antipornographie | [ 9 ]             |
| 1940-2025            | Mary Clark-Glass                            | Royaume-Uni                                | xxe siècle         | –                     | |                   |
| 1940-2025            | Hillary Clinton                             | États-Unis                                 | 1947               | –                     | |                   |
| 1940-2025            | Carol Cohn                                  | États-Unis                                 | xxe siècle         | –                     | |                   |
| 1940-2025            | Susan G. Cole                               | Canada                                     | 1952               | –                     | Féministe antipornographie |                   |
| 1940-2025            | Patricia Hill Collins                       | États-Unis                                 | 1948               | –                     | Féministe de la troisième vague ; Black féminisme |                   |
| 1940-2025            | Sandra Coney                                | Nouvelle-Zélande                           | 1944               | –                     | Féministe de la seconde vague |                   |
| 1940-2025            | Noreen Connell                              | États-Unis                                 | 1947               | –                     | Féministe radicale |                   |
| 1940-2025            | Rosalind Coward                             | Royaume-Uni                                | 1952               | –                     | |                   |
| 1940-2025            | Bernadette Cozart                           | États-Unis                                 | 1949               | 2009                  | Ecoféministe | [ 9 ]             |
| 1940-2025            | Nikki Craft                                 | États-Unis                                 | 1949               | –                     | Féministe radicale ; féministe antipornographie ; suffragette ; une des principales organisatrice des Suffrage Hikes (en) | [ 9 ]             |
| 1940-2025            | Jean Curthoys                               | Australie                                  | 1947               | –                     | Dissident / anti-féministe | [ 9 ]             |
| 1940-2025            | Kimberly Dark                               | États-Unis                                 | 1968               | –                     | Féministe de la troisième vague |                   |
| 1940-2025            | Françoise David                             | Canada                                     | 1948               | –                     | Féministe, politicienne |                   |
| 1940-2025            | Angela Davis                                | États-Unis                                 | 1944               | –                     | Féministe de la seconde vague ; Black feminisme | [ 9 ]             |
| 1940-2025            | Martha Davis                                | États-Unis                                 | 1957               | –                     | Féministe de la troisième vague |                   |
| 1940-2025            | Heather Dean                                | États-Unis, Canada                         | xxe siècle         | –                     | Féministe de la seconde vague | [ 9 ]             |
| 1940-2025            | Christine Delphy                            | France                                     | 1941               | –                     | Féministe socialiste ; féministe matérialiste | [ 40 ]            |
| 1940-2025            | Marie Dentière                              | Suisse                                     | 1495               | 1561                  | | [ 3 ]             |
| 1940-2025            | Mark Dery                                   | États-Unis                                 | 1959               | –                     | Féministe de la troisième vague ; cyberféministe |                   |
| 1940-2025            | Ani DiFranco                                | États-Unis                                 | 1970               | –                     | Féministe de la troisième vague | [ 9 ]             |
| 1940-2025            | Gail Dines                                  | Royaume-Uni                                | c. 1958            | –                     | Féministe antipornographie |                   |
| 1940-2025            | Fatou Diome                                 | Sénégal                                    | 1968               | –                     | |                   |
| 1940-2025            | Frederick Douglass                          | États-Unis                                 | c. 1818            | 1895                  | | [ 4 ]             |
| 1940-2025            | Unity Dow                                   | Botswana                                   | 1959               | –                     | Juge et écrivaine ; plaignante dans le cas qui permit aux enfants des femmes Motswana et aux hommes étrangers d'être considérés comme des Botswana. |                   |
| 1940-2025            | Donna Dresch                                | États-Unis                                 | xxe siècle         | –                     | Féministe de la troisième vague ; Riot grrrl |                   |
| 1940-2025            | Stephen Durham                              | États-Unis                                 | 1947               | –                     | Féministe socialiste |                   |
| 1940-2025            | Andrea Dworkin                              | États-Unis                                 | 1946               | 2005                  | Féministe radicale ; féministe anti prostitution ; féministe antipornographie | ,                 |
| 1940-2025            | Shirin Ebadi                                | Iran                                       | 1947               | –                     | Féministe musulmane, Prix Nobel de la Paix pour son action pour les droits des femmes et des enfants |                   |
| 1940-2025            | Barbara Ehrenreich                          | États-Unis                                 | 1941               | –                     | Féministe socialiste |                   |
| 1940-2025            | Gunilla Ekberg                              | Suède                                      | xxe siècle         | –                     | Féministe anti prostitution |                   |
| 1940-2025            | Engy Ghozlan                                | Égypte                                     | 1985               | –                     | Coordinatrice de campagnes contre le harcèlement sexuel en Égypte |                   |
| 1940-2025            | Susan Faludi                                | États-Unis                                 | 1959               | –                     | Féministe de la seconde vague | [ 9 ]             |
| fin XXe - début XXIe | Bracha L. Ettinger                          | Israël, France                             | 1948               | –                     | | ,                 |
| 1940-2025            | Fadia Faqir                                 | Royaume-Uni, Jordanie                      | 1956               | –                     | |                   |
| 1940-2025            | Melissa Farley                              | États-Unis                                 | 1942               | –                     | Féministe de la seconde vague ; féministe radicale ; féministe antipornographie | [ 9 ]             |
| 1940-2025            | Johanna Fateman                             | États-Unis                                 | 1974               | –                     | Féministe de la troisième vague |                   |
| 1940-2025            | Kathy Ferguson                              | États-Unis                                 | 1950               | –                     | Féministe individualiste | [ 9 ]             |
| 1940-2025            | Shulamith Firestone                         | Canada                                     | 1945               | 2012                  | Féministe de la seconde vague ; féministe radicale ; Redstockings (en) ; New York Radical Feminists (en) ; New York Radical Women | [ 9 ]             |
| 1940-2025            | Mary Flanagan                               | États-Unis                                 | xxe siècle         | –                     | Féministe de la troisième vague ; cyberféministe |                   |
| 1940-2025            | Jo Freeman, Joreen                          | États-Unis                                 | 1945               | –                     | Féministe de la seconde vague | [ 9 ]             |
| 1940-2025            | Marilyn Frye                                | États-Unis                                 | 1941               | –                     | |                   |
| 1940-2025            | Lindsey German                              | Royaume-Uni                                | 1951               | –                     | |                   |
| 1940-2025            | Lois Marie Gibbs                            | États-Unis                                 | 1951               | –                     | Ecoféministe |                   |
| 1940-2025            | Stan Goff                                   | États-Unis                                 | 1951               | –                     | Féministe socialiste |                   |
| 1940-2025            | Lucy Goodison                               | Royaume-Uni                                | c. 1940s           | –                     | |                   |
| 1940-2025            | Heide Göttner-Abendroth                     | Allemagne                                  | 1941               | –                     | Féministe de la seconde vague | [ 44 ]            |
| 1940-2025            | Susan Griffin                               | États-Unis                                 | 1943               | –                     | Ecoféministe ; féministe antipornographie |                   |
| 1940-2025            | Daphne Hampson                              | Royaume-Uni                                | 1944               | –                     | |                   |
| 1940-2025            | Carol Hanisch                               | États-Unis                                 | xxe siècle         | –                     | Féministe de la seconde vague ; féministe radicale ; Redstockings (en) ; New York Radical Women | [ 9 ]             |
| 1940-2025            | Kathleen Hanna                              | États-Unis                                 | 1968               | –                     | Féministe de la troisième vague ; riot grrrl |                   |
| 1940-2025            | Donna Haraway                               | États-Unis                                 | 1944               | –                     | Féministe de la seconde vague ; féministe socialiste | [ 9 ]             |
| 1940-2025            | Nancy Hartsock                              | États-Unis                                 | 1943               | –                     | Féministe de la seconde vague |                   |
| 1940-2025            | Rosemary Hennessy                           | États-Unis                                 | xxe siècle         | –                     | Féministe matérialiste |                   |
| 1940-2025            | Shere Hite                                  | Allemagne                                  | 1942               | –                     | |                   |
| 1945-2025            | Sarah Hoagland                              | États-Unis                                 | 1945               | –                     | Féministe antipornographie | [ 45 ]            |
| 1940-2025            | Risa Hontiveros-Baraquel                    | Philippines                                | 1966               | –                     | Militante pour les droits des femmes |                   |
| 1940-2025            | 'bell hooks' Gloria Jean Watkins            | États-Unis                                 | 1952               | –                     | Féministe de la troisième vague ; féministe socialiste ; Black feminism | [ 9 ]             |
| 1940-2025            | Gillian Howie                               | Royaume-Uni                                | 1955               | 2013                  | |                   |
| 1940-2025            | Donna M. Hughes                             | États-Unis                                 | 1954               | –                     | Féministe de la troisième vague ; cyberféministe ; féministe antipornographie |                   |
| 1940-2025            | Anna Hutsol                                 | Ukraine                                    | 1984               | –                     | FEMEN |                   |
| 1940-2025            | Luzviminda Ilagan                           | Philippines                                | xxe siècle         | –                     | Féministe socialiste |                   |
| 1940-2025            | Stevi Jackson                               | Royaume-Uni                                | xxe siècle         | –                     | Féministe matérialiste |                   |
| 1940-2025            | Karla Jay                                   | États-Unis                                 | 1947               | –                     | |                   |
| 1940-2025            | Sheila Jeffreys                             | Australie                                  | 1948               | –                     | Féministe de la seconde vague ; féministe antipornographie |                   |
| 1940-2025            | Robert Jensen                               | États-Unis                                 | 1958               | –                     | Féministe antipornographie |                   |
| 1940-2025            | Claire Johnston                             | Royaume-Uni                                | 1940               | 1987                  | |                   |
| 1940-2025            | Mohja Kahf                                  | Syrie                                      | 1967               | –                     | Féministe musulmane |                   |
| 1940-2025            | Sheema Kalbasi                              | Iran                                       | 1972               | –                     | Écrivaine et défenseure des droits humains et de l'égalité sexuelle |                   |
| 1940-2025            | Wendy Kaminer                               | États-Unis                                 | 1949               | –                     | Féministe antipornographie | [ 8 ]             |
| 1940-2025            | Marcelle Karp                               | États-Unis                                 | 1962               | –                     | Féministe de la troisième vague |                   |
| 1940-2025            | Caroline Kauffmann                          | France                                     | c. 1840s           | 1924                  | |                   |
| 1940-2025            | Jamie Keiles                                | États-Unis                                 | 1992               | –                     | Féministe de la troisième vague |                   |
| 1940-2025            | Lierre Keith                                | États-Unis                                 | 1964               | –                     | Féministe antipornographie |                   |
| 1940-2025            | Petra Kelly                                 | Allemagne                                  | 1947               | 1992                  | Ecoféministe | [ 8 ]             |
| 1940-2025            | Carol Keyes                                 | États-Unis                                 | xxe siècle         | –                     | Féministe radicale | [ 9 ]             |
| 1940-2025            | Noushin Ahmadi Khorasani                    | Iran                                       | xxe siècle         | –                     | Féministe musulmane |                   |
| 1940-2025            | Jean Kilbourne                              | États-Unis                                 | 1943               | –                     | Féministe de la troisième vague |                   |
| 1940-2025            | Grace Ji-Sun Kim                            | États-Unis, Corée du Sud                   | 1969               | –                     | Féministe de la troisième vague |                   |
| 1940-2025            | Sirje Kingsepp                              | Estonie                                    | 1969               | –                     | Féministe socialiste |                   |
| 1940-2025            | Barbara Kingsolver                          | États-Unis                                 | 1955               | –                     | Féministe de la troisième vague |                   |
| 1940-2025            | Bonnie Sherr Klein                          | États-Unis                                 | 1941               | –                     | Féministe antipornographie |                   |
| 1940-2025            | Naomi Klein                                 | Canada                                     | 1970               | –                     | Féministe socialiste |                   |
| 1940-2025            | Anne Koedt                                  | États-Unis                                 | 1941               | –                     | Féministe de la seconde vague ; féministe radicale ; Redstockings (en) ; New York Radical Women ; New York Radical Feminists (en); |                   |
| 1980-2025            | Andrew Kooman                               | Canada                                     | xxe siècle         | –                     | Féministe anti prostitution ; féministe antipornographie |                   |
| 1940-2025            | Peggy Kornegger                             | États-Unis                                 | xxe siècle         | –                     | |                   |
| 1940-2025            | Elaheh Koulaei                              | Iran                                       | xxe siècle         | –                     | Féministe musulmane |                   |
| 1940-2025            | Sunitha Krishnan                            | Inde                                       | 1972               | –                     | Cofondatrice de Prajwala, une institution qui soutient les femmes, jeunes filles et transgenres vicitmes du trafic humain |                   |
| 1940-2025            | Julia Kristeva                              | France, Bulgarie                           | 1941               | –                     | | [ 9 ]             |
| 1940-2025            | Winona LaDuke                               | États-Unis                                 | 1959               | –                     | Ecoféministe | [ 3 ]             |
| 1940-2025            | Donna Laframboise                           | Canada                                     | xxe siècle         | –                     | Dissidente féministe | [ 9 ]             |
| 1940-2025            | Laura Lederer                               | États-Unis                                 | 1951               | –                     | Féministe antipornographie |                   |
| 1940-2025            | Dorchen Leidholdt                           | États-Unis                                 | xxe siècle         | –                     | Féministe antipornogtaphie |                   |
| 1940-2025            | John Lennon                                 | Royaume-Uni                                | 1940               | 1980                  | |                   |
| 1940-2025            | Barbara Leon                                | États-Unis                                 | xxe siècle         | –                     | Féministe de la seconde vague, féministe radicale | [ 46 ]            |
| 1940-2025            | Ellie Levenson                              | Royaume-Uni                                | 1978               | –                     | |                   |
| 1974-2025            | Ariel Levy                                  | États-Unis                                 | 1974               | –                     | Féministe de la troisième vague ; féministe antipornographie |                   |
| 1940-2025            | Olga Lipovskaïa                             | Russie                                     | 1954               | –                     | | [ 8 ]             |
| 1940-2025            | Jacqueline Livingston                       | États-Unis                                 | 1943               | –                     | Féministe de la seconde vague |                   |
| 1940-2025            | Sara Hlupekile Longwe                       | Zambie                                     | xxe siècle         | –                     | Féministe radicale |                   |
| 1940-2025            | Wangari Muta Maathai                        | Kenya                                      | 1940               | 2011                  | Ecoféministe |                   |
| 1940-2025            | Catharine MacKinnon                         | États-Unis                                 | 1946               | –                     | Féministe antipornographie |                   |
| 1940-2025            | Madonna                                     | États-Unis                                 | 1958               | –                     | Féministe pro-sexe |                   |
| 1940-2025            | Patricia Mainardi                           | États-Unis                                 | xxe siècle         | –                     | Féministe de la seconde vague ; féministe radicale ; Redstockings (en) ; New York Radical Women | [ 8 ]             |
| 1940-2025            | Sara Maitland                               | Royaume-Uni                                | 1950               | –                     | |                   |
| 1940-2025            | Catherine Malabou                           | France                                     | 1959               | –                     | |                   |
| 1940-2025            | Rosie Malek-Yonan                           | Iran                                       | 1965               | –                     | Féministe de la troisième vague |                   |
| 1940-2025            | Irshad Manji                                | Canada                                     | 1968               | –                     | Féministe musulmane |                   |
| 1940-2025            | Soe Tjen Marching                           | Indonésie                                  | 1971               | –                     | |                   |
| 1940-2025            | Amanda Marcotte                             | États-Unis                                 | 1977               | –                     | |                   |
| 1940-2025            | Lucrezia Marinella                          | Italie                                     | c. 1571            | 1653                  | | [ 3 ]             |
| 1940-2025            | Mirjana Marković                            | Serbie                                     | 1942               | –                     | Politicienne et écrivaine |                   |
| 1940-2025            | Angela Mason                                | Royaume-Uni                                | 1944               | –                     | Féministe de la seconde vague |                   |
| 1940-2025            | Liza Maza                                   | Philippines                                | 1957               | –                     | Féministe socialiste |                   |
| 1940-2025            | Susan McClary                               | États-Unis                                 | 1946               | –                     | |                   |
| 1940-2025            | Wendy McElroy                               | Canada                                     | 1951               | –                     | |                   |
| 1940-2025            | Patricia McFadden                           | Eswatini                                   | 1952               | –                     | Féministe radicale |                   |
| 1940-2025            | Jamie McIntosh                              | Canada                                     | xxe siècle         | –                     | Avocate et militante des droits des femmes |                   |
| 1940-2025            | Niamh McLoughlin                            | États-Unis                                 | xxie siècle        | –                     | Féministe de la troisième vague | [réf. nécessaire] |
| 1940-2025            | Angela McRobbie                             | Royaume-Uni                                | 1951               | –                     | |                   |
| 1940-2025            | Page Mellish                                | États-Unis                                 | xxe siècle         | –                     | Féministe antipornographie |                   |
| 1940-2025            | Rigoberta Menchú                            | Guatemala                                  | 1959               |                       | | [ 8 ]             |
| 1940-2025            | Fatima Mernissi                             | Maroc                                      | 1940               | –                     | Féministe musulmane |                   |
| 1940-2025            | Juliet Mitchell                             | Royaume-Uni                                | 1940               | –                     | Féministe socialiste |                   |
| 1940-2025            | Hayao Miyazaki                              | Japon                                      | 1941               | –                     | Féministe socialiste |                   |
| 1940-2025            | Tracey Moberly                              | Royaume-Uni                                | 1964               | –                     | |                   |
| 1940-2025            | Maxine Molyneux                             | Royaume-Uni                                | 1948               | –                     | |                   |
| 1940-2025            | Carol Moore                                 | États-Unis                                 | xxe siècle         | –                     | Féministe individualiste | ,                 |
| 1940-2025            | Honor Moore                                 | États-Unis                                 | xxe siècle         | –                     | |                   |
| 1940-2025            | Cherríe Moraga                              | États-Unis                                 | 1952               | –                     | |                   |
| 1940-2025            | Caitlin Moran                               | Royaume-Uni                                | 1975               | –                     | |                   |
| 1940-2025            | Robin Morgan                                | États-Unis                                 | 1941               | –                     | Féministe de la seconde vague ; féministe radicale ; féministe antipornographie ; Redstockings (en) ; New York Radical Women | [ 41 ]            |
| 1940-2025            | Mishkat Al-Moumin                           | Irak                                       | 1974               | –                     | Obtient que 25% des sièges parlementaires soient réservés aux femmes |                   |
| 1940-2025            | Ulanda Mtamba                               | Malawi                                     | XXIe siècle        |                       | Milite contre le mariage des enfants et pour le droit à l'éducation des jeunes filles africaines. |                   |
| 1940-2025            | Laura Mulvey                                | Royaume-Uni                                | 1941               | –                     | |                   |
| 1940-2025            | Sally Rowena Munt                           | Royaume-Uni                                | xxe siècle         | –                     | |                   |
| 1940-2025            | Jenni Murray                                | Royaume-Uni                                | 1950               | –                     | |                   |
| 1940-2025            | Inga Muscio                                 | États-Unis                                 | c. 1966            | –                     | Féministe de la troisième vague |                   |
| 1940-2025            | Kathy Najimy                                | États-Unis                                 | 1957               | –                     | Féministe de la troisième vague |                   |
| 1940-2025            | Suniti Namjoshi                             | Inde                                       | 1941               | –                     | Féministe de la troisième vague ; cyberféministe |                   |
| 1940-2025            | Taslima Nasreen                             | Bangladesh                                 | 1962               | –                     | Féministe musulmane |                   |
| 1940-2025            | Benjamin Nolot                              | États-Unis                                 | xxe siècle         | –                     | Féministe anti-prostitution |                   |
| 1940-2025            | Asra Nomani                                 | Inde                                       | 1965               | –                     | Féministe musulmane |                   |
| 1940-2025            | Martha Nussbaum                             | États-Unis                                 | 1947               | –                     | |                   |
| 1940-2025            | Ann Oakley                                  | Royaume-Uni                                | 1944               | –                     | Féministe de la seconde vague |                   |
| 1940-2025            | Sandra Oh                                   | Canada, États-Unis                         | 1971               | –                     | Féministe de la troisième vague |                   |
| 1940-2025            | Lars Ohly                                   | Suède                                      | 1957               | –                     | Féministe socialiste |                   |
| 1940-2025            | Terry O'Neill                               | États-Unis                                 | c. 1953            | –                     | |                   |
| 1940-2025            | Elliot Page                                 | Canada                                     | 1987               | –                     | Féministe de la troisième vague |                   |
| 1940-2025            | Camille Paglia                              | États-Unis                                 | 1947               | –                     | Dissidente féministe | [ 9 ]             |
| 1940-2025            | Amanda Palmer                               | États-Unis                                 | 1976               | –                     | Féministe de la troisième vague |                   |
| 1940-2025            | Carole Pateman                              | Royaume-Uni                                | 1940               | –                     | |                   |
| 1940-2025            | Nancy Paterson                              | États-Unis                                 | 1953               | 2010                  | Féministe de la troisième vague ; cyberféministe |                   |
| 1940-2025            | Peaches                                     | Canada                                     | 1966               | –                     | Féministe de la troisième vague |                   |
| 1940-2025            | Vesna Pešić                                 | Serbie                                     | 1940               | –                     | Féministe, diplomate, politicienne |                   |
| 1940-2025            | Irene Peslikis                              | États-Unis                                 | xxe siècle         | –                     | Féministe de la seconde vague ; féministe radicale ; Redstockings (en) ; New York Radical Women |                   |
| 1940-2025            | Liz Phair                                   | États-Unis                                 | 1967               | –                     | Féministe de la troisième vague |                   |
| 1940-2025            | Mary Pipher                                 | États-Unis                                 | 1947               | –                     | Féministe de la seconde vague |                   |
| 1940-2025            | Pocahontas                                  | États-Unis                                 | c. 1595            | 1617                  | Pionnière du féminisme | [ 9 ]             |
| 1940-2025            | Katha Pollitt                               | États-Unis                                 | 1949               | –                     | |                   |
| 1940-2025            | Griselda Pollock                            | Canada                                     | 1949               | –                     | Féministe de la seconde vague |                   |
| 1940-2025            | Soraya Post                                 | Suède                                      | 1956               | –                     | |                   |
| 1940-2025            | Anastasia Powell                            | Australie                                  | 1982               | –                     | Féministe de la troisième vague |                   |
| 1940-2025            | Sharon Presley                              | États-Unis                                 | 1943               | –                     | Féministe individualiste | [ 9 ]             |
| 1940-2025            | Jerilynn Prior                              | Canada                                     | xxe siècle         | –                     | |                   |
| 1940-2025            | Natalie Psaila                              | Malte                                      | 1976               | –                     | Militante féministe et pour le droit à l'avortement à Malte |                   |
| 1940-2025            | Maria Raha                                  | États-Unis                                 | 1972               | –                     | Féministe de la troisième vague |                   |
| 1940-2025            | Janice Raymond                              | États-Unis                                 | 1943               | –                     | Féministe de la seconde vague ; féministe anti-prostitution |                   |
| 1940-2025            | Bernice Johnson Reagon                      | États-Unis                                 | 1942               | –                     | Féministe de la seconde vague |                   |
| 1940-2025            | Helen Reddy                                 | États-Unis, Australie                      | 1941               | –                     | Féministe de la seconde vague |                   |
| 1940-2025            | Elizabeth Anne Reid                         | Australie                                  | 1942               | –                     | |                   |
| 1940-2025            | Abby Rockefeller                            | États-Unis                                 | 1943               | –                     | Féministe radicale |                   |
| 1940-2025            | Ros Sopheap                                 | Cambodge                                   | 1962               | –                     | |                   |
| 1940-2025            | Ninotchka Rosca                             | Philippines                                | 1946               | –                     | Féministe socialiste |                   |
| 1940-2025            | Jacqueline Rose                             | Royaume-Uni                                | 1949               | –                     | |                   |
| 1940-2025            | Sheila Rowbotham                            | Royaume-Uni                                | 1943               | –                     | Féministe de la seconde vague |                   |
| 1940-2025            | Gayle Rubin                                 | États-Unis                                 | 1949               | –                     | Féministe pro-sexe ; théoricienne queer |                   |
| 1940-2025            | Kathy Rudy                                  | États-Unis                                 | xxe siècle         | –                     | Ecoféministe |                   |
| 1940-2025            | Shadi Sadr                                  | Iran                                       | 1975               | –                     | Militante des droits des femmes |                   |
| 1940-2025            | Gita Sahgal                                 | Royaume-Uni, Inde                          | 1956/7             | –                     | |                   |
| 1940-2025            | Sarojini Sahoo                              | Inde                                       | 1956               | –                     | |                   |
| 1940-2025            | JD Samson                                   | États-Unis                                 | 1978               | –                     | Féministe de la troisième vague |                   |
| 1940-2025            | Michael Sandel                              | États-Unis                                 | 1953               | –                     | |                   |
| 1940-2025            | Justin Sane                                 | États-Unis, Irlande                        | 1973               | –                     | Féministe socialiste |                   |
| 1940-2025            | Thomas Sankara                              | Burkina Faso                               | 1949               | 1987                  | |                   |
| 1940-2025            | Kathie Sarachild                            | États-Unis                                 | 1943               | –                     | Féministe de la seconde vague; Féministe radicale ; Redstockings (en) ; New York Radical Women |                   |
| 1940-2025            | Anita Sarkeesian                            | États-Unis, Canada                         | c. 1984            | –                     | |                   |
| 1940-2025            | Elizabeth Salguero                          | Bolivie                                    | 1964               | -                     | Lutte pour les droits des femmes, contre la violence et le harcèlement, contre les discriminations de genre |                   |
| 1940-2025            | Marjane Satrapi                             | France, Iran                               | 1969               | –                     | Féministe musulmane | [ 47 ]            |
| 1940-2025            | Marie-Laure Sauty de Chalon                 | France                                     | 1962               | –                     | Féministe de la troisième vague | [réf. nécessaire] |
| 1940-2025            | Alice Schwarzer                             | Allemagne                                  | 1942               | –                     | Féministe de la seconde vague ; féministe anti-pornographie ; journaliste et éditrice du magazine Emma |                   |
| 1940-2025            | Gudrun Schyman                              | Suède                                      | 1948               | –                     | Féministe de la troisième vague |                   |
| 1940-2025            | Lynne Segal                                 | Australie                                  | 1944               | –                     | Féministe de la seconde vague ; féministe socialiste |                   |
| 1940-2025            | Shamima Shaikh                              | Afrique du Sud                             | 1960               | 1998                  | Membre du mouvement des Jeunes musulmans d'Afrique du Sud ; défenseur de l'égalité sexuelle islamique |                   |
| 1940-2025            | Shahla Sherkat                              | Iran                                       | 1956               | –                     | Féministe musulmane, journaliste |                   |
| 1940-2025            | Vandana Shiva                               | Inde                                       | 1952               | –                     | Ecoféministe |                   |
| 1940-2025            | Elaine Showalter                            | États-Unis                                 | 1941               | –                     | |                   |
| 1940-2025            | Yoslyn Sigrah                               | États fédérés de Micronésie                | c. 1985            |                       | Lutte contre les violences faites aux femmes, fait réformer la loi à Kosrae |                   |
| 1940-2025            | Agnes de Silva                              | Sri Lanka                                  | 1885               | 1961                  | Suffragette | [ 8 ]             |
| 1940-2025            | Ann Simonton                                | États-Unis                                 | 1952               | –                     | Féministe de la seconde vague ; féministe radicale ; féministe anti-pornographie |                   |
| 1940-2025            | Carol Smart                                 | Royaume-Uni                                | xxe siècle         | –                     | |                   |
| 1940-2025            | Barbara Smith                               | États-Unis                                 | 1946               | –                     | |                   |
| 1940-2025            | Joan Smith                                  | Royaume-Uni                                | 1953               | –                     | Féministe de la troisième vague |                   |
| 1940-2025            | Valerie Smith                               | Canada                                     | xxe siècle         | –                     | Féministe anti-pornographie |                   |
| 1940-2025            | Kate Smurthwaite                            | Royaume-Uni                                | 1975               | –                     | |                   |
| 1940-2025            | Cornelia Sollfrank                          | Allemagne                                  | 1960               | –                     | Féministe de la troisième vague ; cyberféministe |                   |
| 1940-2025            | Patricia Soltysik                           | États-Unis                                 | 1950               | 1974                  | Féministe radicale |                   |
| 1940-2025            | Christina Hoff Sommers                      | États-Unis                                 | 1950               | –                     | Dissidente / anti-féministe | [ 9 ]             |
| 1940-2025            | Kate Soper                                  | Royaume-Uni                                | 1943               | –                     | |                   |
| 1940-2025            | Donita Sparks                               | États-Unis                                 | 1963               | –                     | Féministe de la troisième vague ; Riot grrrl |                   |
| 1940-2025            | Dale Spender                                | Australie                                  | 1943               | –                     | Féministe de la seconde vague |                   |
| 1940-2025            | Charlene Spretnak                           | États-Unis                                 | 1946               | –                     | Ecoféministe |                   |
| 1940-2025            | Annie Sprinkle                              | États-Unis                                 | 1954               | –                     | Féministe de la troisième vague ; Féministe pro-sexe |                   |
| 1940-2025            | Starhawk                                    | États-Unis                                 | 1951               | –                     | Ecoféministe |                   |
| 1940-2025            | Patrick Stewart                             | Royaume-Uni                                | 1940               | –                     | Féministe socialiste |                   |
| 1940-2025            | Debbie Stoller                              | États-Unis                                 | xxe siècle         | –                     | Féministe de la troisième vague |                   |
| 1940-2025            | John Stoltenberg                            | États-Unis                                 | 1945               | –                     | Féministe de la seconde vague ; féministe radicale ; féministe anti-pornographie |                   |
| 1940-2025            | Nadine Strossen                             | États-Unis                                 | 1950               | –                     | Féministe de la troisième vague |                   |
| 1940-2025            | Lucy Suchman                                | Royaume-Uni                                | xxe siècle         | –                     | Féministe de la troisième vague; cyberféministe |                   |
| 1940-2025            | Anne Summers                                | Australie                                  | 1945               | –                     | Militante des droits des femmes ; conseillère du Premier Ministre Paul Keating et rédacteur en chef du Ms. magazine (New York) |                   |
| 1940-2025            | Karlina Leksono Supelli                     | Indonesie                                  | 1958               | –                     | |                   |
| 1940-2025            | Helen Sworn                                 | Royaume-Uni                                | xxe siècle         | –                     | Féministe anti-prostitution |                   |
| 1940-2025            | Kazimiera Szczuka                           | Pologne                                    | 1966               | –                     | |                   |
| 1940-2025            | Lili Taylor                                 | États-Unis                                 | 1967               | –                     | Féministe de la troisième vague | [ 9 ]             |
| 1937-2025            | J. Ann Tickner                              | États-Unis                                 | 1937               | –                     | |                   |
| 1940-2025            | Teretia Tokam                               | Kiribati                                   |                    |                       | Féministe de la deuxième vague, militante des droits des femmes |                   |
| 1940-2025            | Roya Toloui                                 | Iran                                       | 1966               | –                     | Militante des droits des femmes |                   |
| 1940-2025            | Corin Tucker                                | États-Unis                                 | 1972               | –                     | Féministe de la troisième vague | [ 9 ]             |
| 1940-2025            | Robin Tunney                                | États-Unis                                 | 1972               | –                     | Féministe de la troisième vague |                   |
| 1940-2025            | Urvashi Vaid                                | États-Unis, Inde                           | 1958               | –                     | |                   |
| 1940-2025            | Tobi Vail                                   | États-Unis                                 | 1969               | –                     | Féministe de la troisième vague ; Riot grrrl |                   |
| 1940-2025            | Jessica Valenti                             | États-Unis                                 | 1978               | –                     | Féministe de la troisième vague |                   |
| 1940-2025            | Norah Vincent                               | États-Unis                                 | 1968               | –                     | Dissidente féministe | [ 9 ]             |
| 1940-2025            | Kajsa Wahlberg                              | Suède                                      | xxe siècle         | –                     | Féministe anti-prostitution ; Rapporteur National pour la Suède sur le trafic d'êtres humains |                   |
| 1940-2025            | Hilary Wainwright                           | Royaume-Uni                                | 1949               | –                     | Féministe de la seconde vague ; Féministe socialiste |                   |
| 1940-2025            | Alice Walker                                | États-Unis                                 | 1944               | –                     | Féministe radicale ; Black féministe |                   |
| 1940-2025            | Rebecca Walker                              | États-Unis                                 | 1969               | –                     | Féministe de la troisième vague |                   |
| 1940-2025            | Michele Wallace                             | États-Unis                                 | 1952               | –                     | Féministe de la seconde vague |                   |
| 1940-2025            | Natasha Walter                              | Royaume-Uni                                | 1967               | –                     | Féministe de la troisième vague |                   |
| 1940-2025            | Peng Wan-ru                                 | Taïwan                                     | 1949               | 1996                  | |                   |
| 1940-2025            | Warcry                                      | États-Unis                                 | 20th century       | –                     | Féministe radicale |                   |
| 1940-2025            | Joss Whedon                                 | États-Unis                                 | 1964               | –                     | |                   |
| 1940-2025            | Faith Wilding                               | États-Unis, Paraguay                       | 1943               | –                     | Féministe de la troisième vague ; cyberféministe |                   |
| 1940-2025            | Ellen Willis                                | États-Unis                                 | 1941               | 2006                  | Féministe de la seconde vague ; féministe radicale ; féministe pro-sexe ; Redstockings (en) ; New York Radical Women |                   |
| 1940-2025            | Oprah Winfrey                               | États-Unis                                 | 1954               | –                     | Féministe de la seconde vague | [ 9 ]             |
| 1940-2025            | Valerie Wise                                | Royaume-Uni                                | 1955               | –                     | |                   |
| 1940-2025            | Naomi Wolf                                  | États-Unis                                 | 1962               | –                     | Dissidente féministe; Féministe de la troisième vague | [ 9 ]             |
| 1940-2025            | Allison Wolfe                               | États-Unis                                 | 1969               | –                     | Féministe de la troisième vague |                   |
| 1940-2025            | Alice Wolfson                               | États-Unis                                 | xxe siècle         | –                     | |                   |
| 1940-2025            | Malala Yousafzai                            | Pakistan                                   | 1997               | –                     | Militante des droits des femmes; victime d'une tentative d'assassinat par les Talibans pour avoir défendu le droit des filles à l'éducation, elle a reçu le Prix Nobel de la Paix en 2014 pour cela.                                                         |                   |
| 1940-2025            | Cheery Zahau                                | Birmanie                                   | 1981               |                       | Féministe birmane, fondatrice et dirigeante de la Ligue des Femmes du Chinland. |                   |
| 1940-2025            | Stasa Zajovic                               | Serbie                                     | 1953               | –                     | Cofondatrice et coordinatrice de Women in Black |                   |
| 1940-2025            | Julie Zeilinger                             | États-Unis                                 | 1993               | –                     | Féministe de la troisième vague |                   |
| 1940-2017            | Nathalie Magnan                             | France                                     | 1956               | 2016                  | Cyberféministe |                   |
| 1940-2025            | Emma Watson                                 | Royaume-Uni                                | 1990               | –                     | HeforShe |                   |
| 1940-2025            | Georgette Barsoum                           | Syrie                                      | xxe siècle         | –                     | Militante syriaque, impliquée dans l'organisation des luttes féministes au Rojava |                   |
| 1940-2025            | Lena Dunham                                 | États-Unis                                 | 1986               |                       | |                   |